# Stati Uniti d'America ai Giochi della XXX Olimpiade
Gli Stati Uniti d'America hanno partecipato ai Giochi della XXX Olimpiade di Londra, svoltisi dal 27 luglio al 12 agosto 2012, con una delegazione di 536 atleti.
Nella cerimonia di apertura la portabandiera è stata Mariel Zagunis, mentre il portabandiera nella cerimonia di chiusura è stato Bryshon Nellum.

## Delegazione
| Sport               | Uomini | Donne | Totale |
| ------------------- | ------ | ----- | ------ |
| Atletica Leggera    | 63     | 62    | 125    |
| Badminton           | 2      | 1     | 3      |
| Calcio              | 0      | 18    | 18     |
| Canoa/Kayak         | 5      | 2     | 7      |
| Canottaggio         | 24     | 20    | 44     |
| Ciclismo            | 12     | 12    | 24     |
| Equitazione         | 7      | 6     | 13     |
| Ginnastica          | 6      | 7     | 13     |
| Hockey su prato     | 0      | 18    | 18     |
| Judo                | 3      | 2     | 5      |
| Lotta               | 13     | 4     | 17     |
| Nuoto               | 24     | 25    | 49     |
| Nuoto Sincronizzato | 0      | 2     | 2      |
| Pallacanestro       | 12     | 12    | 24     |
| Pallanuoto          | 13     | 13    | 26     |
| Pallavolo           | 16     | 16    | 32     |
| Pentathlon Moderno  | 1      | 2     | 3      |
| Pugilato            | 9      | 3     | 12     |
| Scherma             | 10     | 10    | 20     |
| Sollevamento Pesi   | 1      | 2     | 3      |
| Taekwondo           | 2      | 2     | 4      |
| Tennis              | 6      | 6     | 12     |
| Tennis Tavolo       | 1      | 3     | 4      |
| Tiro                | 14     | 6     | 20     |
| Tiro con l'arco     | 3      | 3     | 6      |
| Triathlon           | 2      | 3     | 5      |
| Tuffi               | 5      | 6     | 11     |
| Vela                | 9      | 7     | 16     |
| Totale              | 263    | 273   | 536    |

## Medaglie
| Riepilogo quotidiano | Riepilogo quotidiano | Riepilogo quotidiano | Riepilogo quotidiano | Riepilogo quotidiano | Riepilogo quotidiano | Riepilogo quotidiano |
| -------------------- | -------------------- | -------------------- | -------------------- | -------------------- | -------------------- | -------------------- |
| Giorno               | Data                 |                      |                      |                      | Totale               |                      |
| 1º                   | 27                   | —                    | —                    | —                    | —                    |                      |
| 2º                   | 28                   | 1                    | 2                    | 2                    | 5                    |                      |
| 3º                   | 29                   | 2                    | 3                    | 1                    | 6                    |                      |
| 4º                   | 30                   | 2                    | 2                    | 2                    | 6                    |                      |
| 5º                   | 31                   | 4                    | 1                    | 1                    | 6                    |                      |
| 6º                   | 1                    | 3                    | 0                    | 3                    | 6                    |                      |
| 7º                   | 2                    | 6                    | 1                    | 1                    | 8                    |                      |
| 8º                   | 3                    | 3                    | 1                    | 2                    | 6                    |                      |
| 9º                   | 4                    | 5                    | 3                    | 3                    | 11                   |                      |
| 10º                  | 5                    | 2                    | 1                    | 3                    | 6                    |                      |
| 11º                  | 6                    | 1                    | 1                    | 1                    | 3                    |                      |
| 12º                  | 7                    | 1                    | 4                    | 2                    | 7                    |                      |
| 13º                  | 8                    | 4                    | 3                    | 4                    | 11                   |                      |
| 14º                  | 9                    | 5                    | 3                    | 1                    | 9                    |                      |
| 15º                  | 10                   | 2                    | 1                    | 1                    | 4                    |                      |
| 16º                  | 11                   | 3                    | 3                    | 2                    | 8                    |                      |
| 17º                  | 12                   | 2                    | 0                    | 0                    | 2                    |                      |
| Totale               | Totale               | 46                   | 29                   | 29                   | 104                  |                      |

### Medagliere per disciplina
| Sport            | Oro | Argento | Bronzo | Totale |
| ---------------- | --- | ------- | ------ | ------ |
| Nuoto            | 16  | 9       | 6      | 31     |
| Atletica Leggera | 9   | 13      | 7      | 29     |
| Ginnastica       | 3   | 1       | 2      | 6      |
| Tiro             | 3   | 0       | 1      | 4      |
| Tennis           | 3   | 0       | 1      | 4      |
| Lotta            | 2   | 0       | 2      | 4      |
| Pallacanestro    | 2   | 0       | 0      | 2      |
| Ciclismo         | 1   | 2       | 1      | 4      |
| Pallavolo        | 1   | 2       | 0      | 3      |
| Tuffi            | 1   | 1       | 2      | 4      |
| Canottaggio      | 1   | 0       | 2      | 3      |
| Pugilato         | 1   | 0       | 1      | 2      |
| Judo             | 1   | 0       | 1      | 2      |
| Calcio           | 1   | 0       | 0      | 1      |
| Ciclismo         | 1   | 0       | 0      | 1      |
| Tiro con l'arco  | 0   | 1       | 0      | 1      |
| Taekwondo        | 0   | 0       | 2      | 2      |
| Scherma          | 0   | 0       | 1      | 1      |
| Totale           | 46  | 29      | 29     | 104    |

### Medaglie d'oro
| Medaglia | Nome | Sport                | Evento                              |
| -------- | --- | -------------------- | ----------------------------------- |
| Oro      | Ryan Lochte | Nuoto                | 400 m misti maschili                |
| Oro      | Kim Rhode | Tiro al volo         | Skeet femminile                     |
| Oro      | Dana Vollmer | Nuoto                | 100 m farfalla femminili            |
| Oro      | Matt Grevers | Nuoto                | 100 m dorso maschili                |
| Oro      | Missy Franklin | Nuoto                | 100 m dorso femminili               |
| Oro      | Gabrielle Douglas Jordyn Wieber Alexandra Raisman Kyla Ross McKayla Maroney                                                                  | Ginnastica artistica | Concorso a squadre femminile        |
| Oro      | Vincent Hancock | Tiro al volo         | Skeet maschile                      |
| Oro      | Ricky Berens Conor Dwyer Charlie Houchin Ryan Lochte Matt McLean Michael Phelps Davis Tarwater                                               | Nuoto                | 4x200 m stile libero maschile       |
| Oro      | Allison Schmitt | Nuoto                | 200 metri stile libero femminili    |
| Oro      | Kristin Armstrong | Ciclismo             | Cronometro femminile                |
| Oro      | Nathan Adrian | Nuoto                | 100 m stile libero maschili         |
| Oro      | Alyssa Anderson Missy Franklin Lauren Perdue Allison Schmitt Dana Vollmer Shannon Vreeland                                                   | Nuoto                | 4x200 m stile libero femminile      |
| Oro      | Gabrielle Douglas | Ginnastica artistica | Concorso individuale femminile      |
| Oro      | Kayla Harrison | Judo                 | 78 kg femminile                     |
| Oro      | Alyssa Anderson Erin Cafaro Susan Francia Esther Lofgren Taylor Ritzel Meghan Musnicki Eleanor Logan Caroline Lind Caryn Davies Mary Whipple | Canottaggio          | Otto femminile                      |
| Oro      | Tyler Clary | Nuoto                | 200 m dorso maschili                |
| Oro      | Michael Phelps | Nuoto                | 200 m misti maschili                |
| Oro      | Rebecca Soni | Nuoto                | 200 m rana femminili                |
| Oro      | Michael Phelps | Nuoto                | 100 m farfalla maschili             |
| Oro      | Katie Ledecky | Nuoto                | 800 m stile libero femminili        |
| Oro      | Missy Franklin | Nuoto                | 200 m dorso femminili               |
| Oro      | Jamie Lynn Gray | Tiro a segno         | Carabina 50 m 3 posizioni femminile |
| Oro      | Nathan Adrian Matt Grevers Brendan Hansen Cullen Jones Tyler McGill Michael Phelps Eric Shanteau Nick Thoman                                 | Nuoto                | 4x100 m misti maschile              |
| Oro      | Rachel Bootsma Claire Donahue Missy Franklin Jessica Hardy Breeja Larson Allison Schmitt Rebecca Soni Dana Vollmer                           | Nuoto                | 4x100 m misti femminile             |
| Oro      | Bob Bryan Mike Bryan | Tennis               | Doppio maschile                     |
| Oro      | Serena Williams | Tennis               | Singolare femminile                 |
| Oro      | Serena Williams Venus Williams | Tennis               | Doppio femminile                    |
| Oro      | Sanya Richards-Ross | Atletica leggera     | 400 m femminili                     |
| Oro      | Jennifer Suhr | Atletica leggera     | Salto con l'asta femminile          |
| Oro      | Alexandra Raisman | Ginnastica artistica | Corpo libero femminile              |
| Oro      | Aries Merritt | Atletica leggera     | 110 m ostacoli                      |
| Oro      | Allyson Felix | Atletica leggera     | 200 m femminili                     |
| Oro      | Brittney Reese | Atletica leggera     | Salto in lungo femminile            |
| Oro      | Misty May-Treanor Kerri Walsh | Beach volley         | Torneo femminile                    |
| Oro      | Claressa Shields | Pugilato             | Pesi medi femminile                 |
| Oro      | Nazionale di calcio femminile | Calcio               | Torneo femminile                    |
| Oro      | Christian Taylor | Atletica leggera     | Salto triplo femminile              |
| Oro      | Ashton Eaton | Atletica leggera     | Decathlon                           |
| Oro      | Nazionale di pallanuoto femminile | Pallanuoto           | Torneo femminile                    |
| Oro      | Allyson Felix Carmelita Jeter Bianca Knight Tianna Madison Jeneba Tarmoh Lauryn Williams                                                     | Atletica leggera     | 4x100 m femminile                   |
| Oro      | Jordan Burroughs | Lotta libera         | 74 kg maschile                      |
| Oro      | Nazionale di pallacanestro femminile | Pallacanestro        | Torneo femminile                    |
| Oro      | David Boudia | Tuffi                | Piattaforma 10 m maschile           |
| Oro      | Keshia Baker Diamond Dixon Allyson Felix Francena McCorory Sanya Richards-Ross DeeDee Trotter                                                | Atletica leggera     | 4x400 m femminile                   |
| Oro      | Nazionale di pallacanestro maschile | Pallacanestro        | Torneo maschile                     |
| Oro      | Jake Varner | Lotta libera         | 96 kg maschile                      |

### Medaglie d'argento
| Medaglia | Nome | Sport                | Evento                              |
| -------- | --- | -------------------- | ----------------------------------- |
| Argento  | Brady Ellison Jake Kaminski Jacob Wukie                                                                  | Tiro con l'arco      | Squadre maschile                    |
| Argento  | Elizabeth Beisel                                                                                         | Nuoto                | 400 m misti femminili               |
| Argento  | Kelci Bryant Abigail Johnston                                                                            | Tuffi                | Trampolino 3 metri sincro femminile |
| Argento  | Nathan Adrian Ricky Berens Jimmy Feigen Matt Grevers Cullen Jones Jason Lezak Ryan Lochte Michael Phelps | Nuoto                | 4x100 m stile libero maschile       |
| Argento  | Allison Schmitt                                                                                          | Nuoto                | 400 m stile libero femminili        |
| Argento  | Nick Thoman                                                                                              | Nuoto                | 100 m dorso maschili                |
| Argento  | Rebecca Soni                                                                                             | Nuoto                | 100 m rana femminili                |
| Argento  | Michael Phelps                                                                                           | Nuoto                | 200 m farfalla maschili             |
| Argento  | Ryan Lochte                                                                                              | Nuoto                | 200 m misti maschili                |
| Argento  | Cullen Jones                                                                                             | Nuoto                | 50 m stile libero maschili          |
| Argento  | Dotsie Bausch Sarah Hammer Jennie Reed Lauren Tamayo                                                     | Ciclismo             | Inseguimento a squadre femminile    |
| Argento  | Galen Rupp                                                                                               | Atletica leggera     | 10.000 m maschili                   |
| Argento  | Carmelita Jeter                                                                                          | Atletica leggera     | 100 m femminili                     |
| Argento  | McKayla Maroney                                                                                          | Ginnastica artistica | Volteggio femminile                 |
| Argento  | Michael Tinsley                                                                                          | Atletica leggera     | 400 m ostacoli maschili             |
| Argento  | Sarah Hammer                                                                                             | Ciclismo             | Omnium femminile                    |
| Argento  | Leonel Manzano                                                                                           | Atletica leggera     | 1.500 m maschili                    |
| Argento  | Erik Kynard                                                                                              | Atletica leggera     | Salto in alto maschile              |
| Argento  | Dawn Harper                                                                                              | Atletica leggera     | 100 m ostacoli femminili            |
| Argento  | Jason Richardson                                                                                         | Atletica leggera     | 110 m ostacoli                      |
| Argento  | Lashinda Demus                                                                                           | Atletica leggera     | 400 m ostacoli femminili            |
| Argento  | Jennifer Kessy April Ross                                                                                | Beach volley         | Torneo femminile                    |
| Argento  | Haley Anderson                                                                                           | Nuoto                | 10 km femminili                     |
| Argento  | Will Claye                                                                                               | Atletica leggera     | Salto triplo maschile               |
| Argento  | Trey Hardee                                                                                              | Atletica leggera     | Decathlon                           |
| Argento  | Joshua Mance Tony McQuay Manteo Mitchell Bryshon Nellum Angelo Taylor                                    | Atletica leggera     | 4x400 m maschile                    |
| Argento  | Brigetta Barrett                                                                                         | Atletica leggera     | Salto in alto femminile             |
| Argento  | Ryan Bailey Jeff Demps Justin Gatlin Tyson Gay Trell Kimmons Darvis Patton                               | Atletica leggera     | 4x100 m maschile                    |
| Argento  | Nazionale di pallavolo femminile                                                                         | Pallavolo            | Torneo femminile                    |

### Medaglie di bronzo
| Medaglia | Nome                                                                               | Sport                | Evento                             |
| -------- | ---------------------------------------------------------------------------------- | -------------------- | ---------------------------------- |
| Bronzo   | Peter Vanderkaay                                                                   | Nuoto                | 400 m stile libero maschili        |
| Bronzo   | Natalie Coughlin Missy Franklin Jessica Hardy Lia Neal Allison Schmitt Amanda Weir | Nuoto                | 4x100 m stile libero femminile     |
| Bronzo   | Brendan Hansen                                                                     | Nuoto                | 100 m rana maschili                |
| Bronzo   | David Boudia Nicholas McCrory                                                      | Tuffi                | Piattaforma 10 m sincro maschile   |
| Bronzo   | Marti Malloy                                                                       | Judo                 | 57 kg femminile                    |
| Bronzo   | Caitlin Leverenz                                                                   | Nuoto                | 200 m misti femminili              |
| Bronzo   | Troy Dumais Kristian Ipsen                                                         | Tuffi                | Trampolino 3 m sincro maschile     |
| Bronzo   | Danell Leyva                                                                       | Ginnastica artistica | Concorso individuale femminile     |
| Bronzo   | Natalie Dell Megan Kalmoe Kara Kohler Adrienne Martelli                            | Canottaggio          | 4 di coppia femminile              |
| Bronzo   | Ryan Lochte                                                                        | Nuoto                | 200 m dorso maschili               |
| Bronzo   | Elizabeth Beisel                                                                   | Nuoto                | 200 m dorso femminili              |
| Bronzo   | Reese Hoffa                                                                        | Atletica leggera     | Getto del peso maschile            |
| Bronzo   | Courtney Hurley Kelley Hurley Maya Lawrence Susie Scanlan                          | Scherma              | Spada a squadre femminile          |
| Bronzo   | Charlie Cole Scott Gault Glenn Ochal Henrik Rummel                                 | Canottaggio          | 4 senza maschile                   |
| Bronzo   | Will Claye                                                                         | Atletica leggera     | Salto in lungo maschile            |
| Bronzo   | Lisa Raymond Mike Bryan                                                            | Tennis               | Doppio misto                       |
| Bronzo   | Justin Gatlin                                                                      | Atletica leggera     | 100 m piani maschili               |
| Bronzo   | DeeDee Trotter                                                                     | Atletica leggera     | 400 m piani femminili              |
| Bronzo   | Matthew Emmons                                                                     | Tiro                 | Carabina 50 m 3 posizioni maschile |
| Bronzo   | Alexandra Raisman                                                                  | Ginnastica           | Trave                              |
| Bronzo   | Kellie Wells                                                                       | Atletica leggera     | 100 m ostacoli                     |
| Bronzo   | Marlen Esparza                                                                     | Pugilato             | Pesi mosca femminile               |
| Bronzo   | Carmelita Jeter                                                                    | Atletica leggera     | 200 m piani femminili              |
| Bronzo   | Janay DeLoach                                                                      | Atletica leggera     | Salto in lungo femminile           |
| Bronzo   | Clarissa Chun                                                                      | Lotta libera         | 48 kg femminile                    |
| Bronzo   | Terrence Jennings                                                                  | Taekwondo            | 68 kg maschile                     |
| Bronzo   | Paige McPherson                                                                    | Taekwondo            | 67 kg femminile                    |
| Bronzo   | Georgia Gould                                                                      | Ciclismo             | Cross country femminile            |
| Bronzo   | Coleman Scott                                                                      | Lotta libera         | 60 kg maschile                     |

### Statistiche
Plurimedagliati
| Nome                | Sport            |   |   |   | Totale |
| Michael Phelps      | Nuoto            | 4 | 2 | 0 | 6      |
| Missy Franklin      | Nuoto            | 4 | 0 | 1 | 5      |
| Allison Schmitt     | Nuoto            | 3 | 1 | 1 | 5      |
| Ryan Lochte         | Nuoto            | 2 | 2 | 1 | 5      |
| Allyson Felix       | Atletica leggera | 3 | 0 | 0 | 3      |
| Dana Vollmer        | Nuoto            | 3 | 0 | 0 | 3      |
| Nathan Adrian       | Nuoto            | 2 | 1 | 0 | 3      |
| Matt Grevers        | Nuoto            | 2 | 1 | 0 | 3      |
| Rebecca Soni        | Nuoto            | 2 | 1 | 0 | 3      |
| Alexandra Raisman   | Ginnastica       | 2 | 0 | 1 | 3      |
| Cullen Jones        | Nuoto            | 1 | 2 | 0 | 3      |
| Carmelita Jeter     | Atletica leggera | 1 | 1 | 1 | 3      |
| Gabrielle Douglas   | Ginnastica       | 2 | 0 | 0 | 2      |
| Sanya Richards-Ross | Atletica leggera | 2 | 0 | 0 | 2      |
| Serena Williams     | Tennis           | 2 | 0 | 0 | 2      |
| Ricky Berens        | Nuoto            | 1 | 1 | 0 | 2      |
| Brendan Hansen      | Nuoto            | 1 | 1 | 0 | 2      |
| McKayla Maroney     | Ginnastica       | 1 | 1 | 0 | 2      |
| Nick Thoman         | Nuoto            | 1 | 1 | 0 | 2      |
| David Boudia        | Tuffi            | 1 | 0 | 1 | 2      |
| Mike Bryan          | Tennis           | 1 | 0 | 1 | 2      |
| Jessica Hardy       | Nuoto            | 1 | 0 | 1 | 2      |
| DeeDee Trotter      | Atletica leggera | 1 | 0 | 1 | 2      |
| Sarah Hammer        | Ciclismo         | 0 | 2 | 0 | 2      |
| Elizabeth Beisel    | Nuoto            | 0 | 1 | 1 | 2      |
| Will Claye          | Atletica leggera | 0 | 1 | 1 | 2      |
| Justin Gatlin       | Atletica leggera | 0 | 1 | 1 | 2      |

Medaglie per genere
| Genere |    |    |      | Totale |
| Uomini | 17 | 15 | 13,5 | 45,5   |
| Donne  | 29 | 14 | 15,5 | 58,5   |
| Totale | 46 | 29 | 29   | 104    |

## Risultati

### Atletica leggera
| Q | Qualificato al turno successivo per la posizione in qualificazione                                                           |
| q | Qualificato per il turno successivo per ripescaggio o, negli eventi su campo, conquistando la misura minima per qualificarsi |

#### Maschile
Eventi di corsa su pista e strada
| Atleta                                                                       | Evento            | Batteria   | Batteria   | Quarto di finale | Quarto di finale | Semifinale      | Semifinale      | Finale          | Finale          |
| Atleta                                                                       | Evento            | Risultato  | Posizione  | Risultato        | Posizione        | Risultato       | Posizione       | Risultato       | Posizione       |
| ---------------------------------------------------------------------------- | ----------------- | ---------- | ---------- | ---------------- | ---------------- | --------------- | --------------- | --------------- | --------------- |
| Ryan Bailey                                                                  | 100 m             | Bye        | Bye        | 9.88             | 1 Q              | 9.96            | 2 Q             | 9.88            | 5               |
| Justin Gatlin                                                                | 100 m             | Bye        | Bye        | 9.97             | 1 Q              | 9.82            | 1 Q             | 9.79            |                 |
| Tyson Gay                                                                    | 100 m             | Bye        | Bye        | 10.08            | 1 Q              | 9.90            | 2 Q             | 9.80            | 4               |
| Maurice Mitchell                                                             | 200 m             | 20.54      | 1 Q        | N.D.             | N.D.             | 20.56           | 4               | Non qualificato | Non qualificato |
| Wallace Spearmon                                                             | 200 m             | 20.47      | 2 Q        | N.D.             | N.D.             | 20.02           | 2 Q             | 19.90           | 4               |
| Isiah Young                                                                  | 200 m             | 20.55      | 3 Q        | N.D.             | N.D.             | 20.89           | 8               | Non qualificato | Non qualificato |
| Tony McQuay                                                                  | 400 m             | 45.45      | 2 Q        | N.D.             | N.D.             | 45.31           | 5               | Non qualificato | Non qualificato |
| LaShawn Merritt                                                              | 400 m             | Non finita | Non finita | N.D.             | N.D.             | Non qualificato | Non qualificato | Non qualificato | Non qualificato |
| Bryshon Nellum                                                               | 400 m             | 45.29      | 2 Q        | N.D.             | N.D.             | 45.02           | 3               | Non qualificato | Non qualificato |
| Khadevis Robinson                                                            | 800 m             | 1:47.17    | 5          | N.D.             | N.D.             | Non qualificato | Non qualificato | Non qualificato | Non qualificato |
| Duane Solomon                                                                | 800 m             | 1:46.05    | 1 Q        | N.D.             | N.D.             | 1:44.93         | 3 q             | 1:42.82         | 4               |
| Nicholas Symmonds                                                            | 800 m             | 1:45.91    | 1 Q        | N.D.             | N.D.             | 1:44.87         | 3 q             | 1:42.95         | 5               |
| Matthew Centrowitz                                                           | 1500 m            | 3:41.39    | 5 Q        | N.D.             | N.D.             | 3:34.90         | 5 Q             | 3:35.17         | 4               |
| Leonel Manzano                                                               | 1500 m            | 3:37.00    | 6 Q        | N.D.             | N.D.             | 3:42.94         | 4 Q             | 3:34.79         |                 |
| Andrew Wheating                                                              | 1500 m            | 3:40.92    | 7 q        | N.D.             | N.D.             | 3:44.88         | 9               | Non qualificato | Non qualificato |
| Bernard Lagat                                                                | 5000 m            | 13:15.45   | 4 Q        | N.D.             | N.D.             | N.D.            | N.D.            | 13:42.99        | 4               |
| Lopez Lomong                                                                 | 5000 m            | 13:26.16   | 4 Q        | N.D.             | N.D.             | N.D.            | N.D.            | 13:48.19        | 10              |
| Galen Rupp                                                                   | 5000 m            | 13:17.56   | 6 q        | N.D.             | N.D.             | N.D.            | N.D.            | 13:45.04        | 7               |
| Dathan Ritzenhein                                                            | 10000 m           | N.D.       | N.D.       | N.D.             | N.D.             | N.D.            | N.D.            | 27:45.89        | 13              |
| Galen Rupp                                                                   | 10000 m           | N.D.       | N.D.       | N.D.             | N.D.             | N.D.            | N.D.            | 27:30.90        |                 |
| Matt Tegenkamp                                                               | 10000 m           | N.D.       | N.D.       | N.D.             | N.D.             | N.D.            | N.D.            | Non finita      | Non finita      |
| Aries Merritt                                                                | 110 m ostacoli    | 13.07      | 1 Q        | N.D.             | N.D.             | 12.94           | 1 Q             | 12.92           |                 |
| Jeffrey Porter                                                               | 110 m ostacoli    | 13.53      | 3 Q        | N.D.             | N.D.             | 13.41           | 5               | Non qualificato | Non qualificato |
| Jason Richardson                                                             | 110 m ostacoli    | 13.33      | 1 Q        | N.D.             | N.D.             | 13.13           | 1 Q             | 13.04           |                 |
| Kerron Clement                                                               | 400 m ostacoli    | 48.48      | 2 Q        | N.D.             | N.D.             | 48.12           | 3 q             | 49.15           | 8               |
| Angelo Taylor                                                                | 400 m ostacoli    | 49.29      | 1 Q        | N.D.             | N.D.             | 47.95           | 2 Q             | 48.25           | 5               |
| Michael Tinsley                                                              | 400 m ostacoli    | 49.13      | 1 Q        | N.D.             | N.D.             | 48.18           | 1 Q             | 47.91           |                 |
| Kyle Alcorn                                                                  | 3000 m siepi      | 8:37.11    | 9          | N.D.             | N.D.             | N.D.            | N.D.            | Non qualificato | Non qualificato |
| Donald Cabral                                                                | 3000 m siepi      | 8:21.46    | 4 Q        | N.D.             | N.D.             | N.D.            | N.D.            | 8:25.91         | 8               |
| Evan Jager                                                                   | 3000 m siepi      | 8:16.61    | 2 Q        | N.D.             | N.D.             | N.D.            | N.D.            | 8:23.87         | 6               |
| Ryan Bailey Jeff Demps* Justin Gatlin Tyson Gay Trell Kimmons Darvis Patton* | Staffetta 4×100 m | 37.38      | 1 Q        | N.D.             | N.D.             | N.D.            | N.D.            | 37.04           |                 |
| Joshua Mance Tony McQuay Manteo Mitchell* Bryshon Nellum Angelo Taylor       | Staffetta 4×400 m | 2:58.87    | 2 Q        | N.D.             | N.D.             | N.D.            | N.D.            | 2:57.05         |                 |
| Abdi Abdirahman                                                              | Maratona          | N.D.       | N.D.       | N.D.             | N.D.             | N.D.            | N.D.            | Non finita      | Non finita      |
| Ryan Hall                                                                    | Maratona          | N.D.       | N.D.       | N.D.             | N.D.             | N.D.            | N.D.            | Non finita      | Non finita      |
| Meb Keflezighi                                                               | Maratona          | N.D.       | N.D.       | N.D.             | N.D.             | N.D.            | N.D.            | 2:11:06         | 4               |
| Trevor Barron                                                                | Marcia 20 km      | N.D.       | N.D.       | N.D.             | N.D.             | N.D.            | N.D.            | 1:22:46         | 26              |
| John Nunn                                                                    | Marcia 50 km      | N.D.       | N.D.       | N.D.             | N.D.             | N.D.            | N.D.            | 4:03:28         | 43              |

Eventi su campo
| Atleta             | Evento                 | Qualifica | Qualifica | Finale          | Finale          |
| Atleta             | Evento                 | Distanza  | Posizione | Distanza        | Posizione       |
| ------------------ | ---------------------- | --------- | --------- | --------------- | --------------- |
| Will Claye         | Salto in lungo         | 7.99      | 8 Q       | 8.12            |                 |
| Marquise Goodwin   | Salto in lungo         | 8.11      | 2 Q       | 7.80            | 10              |
| George Kitchens Jr | Salto in lungo         | 6.84      | 39        | Did not advance | Did not advance |
| Will Claye         | Salto triplo           | 16.87     | 7 q       | 17.63           |                 |
| Christian Taylor   | Salto triplo           | 17.21     | 1 Q       | 17.81           |                 |
| Erik Kynard        | Salto in alto          | 2.29      | =3 q      | 2.33            |                 |
| Jamie Nieto        | Salto in alto          | 2.26      | 7 q       | 2.29            | 6               |
| Jesse Williams     | Salto in alto          | 2.29      | =3 q      | 2.25            | =9              |
| Derek Miles        | Salto con l'asta       | NM        | –         | Non qualificato | Non qualificato |
| Jeremy Scott       | Salto con l'asta       | 5.50      | 15        | Non qualificato | Non qualificato |
| Brad Walker        | Salto con l'asta       | 5.60      | =4 q      | NM              | –               |
| Christian Cantwell | Getto del peso         | 20.41     | 9 Q       | 21.19           | 4               |
| Reese Hoffa        | Getto del peso         | 21.36     | 1 Q       | 21.23           |                 |
| Ryan Whiting       | Getto del peso         | 20.78     | 4 Q       | 20.64           | 9               |
| Lance Brooks       | Lancio del disco       | 61.17     | 21        | Non qualificato | Non qualificato |
| Jarred Rome        | Lancio del disco       | 59.57     | 31        | Non qualificato | Non qualificato |
| Jason Young        | Lancio del disco       | 62.18     | 18        | Non qualificato | Non qualificato |
| Sean Furey         | Lancio del giavellotto | 72.81     | 37        | Non qualificato | Non qualificato |
| Cyrus Hostetler    | Lancio del giavellotto | 75.76     | 32        | Non qualificato | Non qualificato |
| Craig Kinsley      | Lancio del giavellotto | 78.18     | 23        | Non qualificato | Non qualificato |
| Kibwe Johnson      | Lancio del martello    | 77.17     | 5 q       | 74.95           | 9               |
| A. G. Kruger       | Lancio del martello    | 72.13     | 25        | Non qualificato | Non qualificato |

Eventi combinati – Decathlon
| Atleta       | Evento    | 100 m | SL   | LP    | SA   | 400 m | 110H  | LD    | SAT  | LG    | 1500 m  | Finale | Posizione |
| ------------ | --------- | ----- | ---- | ----- | ---- | ----- | ----- | ----- | ---- | ----- | ------- | ------ | --------- |
| Ashton Eaton | Risultato | 10.35 | 8.03 | 14.66 | 2.05 | 46.90 | 13.56 | 42.53 | 5.20 | 61.96 | 4:33.59 | 8869   |           |
| Ashton Eaton | Points    | 1011  | 1068 | 769   | 850  | 963   | 1032  | 716   | 972  | 767   | 721     | 8869   |           |
| Trey Hardee  | Risultato | 10.42 | 7.53 | 15.28 | 1.99 | 48.11 | 13.54 | 48.26 | 4.80 | 66.65 | 4:40.94 | 8671   |           |
| Trey Hardee  | Points    | 994   | 942  | 807   | 794  | 904   | 1035  | 834   | 849  | 838   | 674     | 8671   |           |

#### Femminile
Eventi di corsa su pista e strada
| Atleta                                                                                          | Evento            | Batteria  | Batteria  | Quarto di finale | Quarto di finale | Semifinale | Semifinale | Finale          | Finale          |
| Atleta                                                                                          | Evento            | Risultato | Posizione | Risultato        | Posizione        | Risultato  | Posizione  | Risultato       | Posizione       |
| ----------------------------------------------------------------------------------------------- | ----------------- | --------- | --------- | ---------------- | ---------------- | ---------- | ---------- | --------------- | --------------- |
| Allyson Felix                                                                                   | 100 m             | Bye       | Bye       | 11.01            | 1 Q              | 10.94      | 2 Q        | 10.89           | 5               |
| Carmelita Jeter                                                                                 | 100 m             | Bye       | Bye       | 10.83            | 1 Q              | 10.82      | 1 Q        | 10.78           |                 |
| Tianna Madison                                                                                  | 100 m             | Bye       | Bye       | 10.97            | 2 Q              | 10.92      | 2 Q        | 10.85           | 4               |
| Allyson Felix                                                                                   | 200 m             | 22.71     | 1 Q       | N.D.             | N.D.             | 22.31      | 1 Q        | 21.88           |                 |
| Carmelita Jeter                                                                                 | 200 m             | 22.65     | 1 Q       | N.D.             | N.D.             | 22.39      | 2 Q        | 22.14           |                 |
| Sanya Richards-Ross                                                                             | 200 m             | 22.48     | 1 Q       | N.D.             | N.D.             | 22.30      | 1 Q        | 22.39           | 5               |
| Francena McCorory                                                                               | 400 m             | 50.78     | 1 Q       | N.D.             | N.D.             | 50.19      | 2 Q        | 50.33           | 7               |
| Sanya Richards-Ross                                                                             | 400 m             | 51.78     | 1 Q       | N.D.             | N.D.             | 50.07      | 1 Q        | 49.55           |                 |
| DeeDee Trotter                                                                                  | 400 m             | 50.87     | 1 Q       | N.D.             | N.D.             | 49.87      | 2 Q        | 49.72           |                 |
| Geena Gall                                                                                      | 800 m             | 2:03.85   | 4 q       | N.D.             | N.D.             | 2:05.76    | 8          | Non qualificata | Non qualificata |
| Alysia Montaño                                                                                  | 800 m             | 2:00.47   | 1 Q       | N.D.             | N.D.             | 1:58.42    | 4 q        | 1:57.93         | 5               |
| Alice Schmidt                                                                                   | 800 m             | 2:01.65   | 2 Q       | N.D.             | N.D.             | 2:01.63    | 4          | Non qualificata | Non qualificata |
| Shannon Rowbury                                                                                 | 1500 m            | 4:06.03   | 7 q       | N.D.             | N.D.             | 4:05.47    | 5 Q        | 4:11.26         | 6               |
| Jennifer Simpson                                                                                | 1500 m            | 4:13.81   | 6 Q       | N.D.             | N.D.             | 4:06.89    | 12         | Non qualificata | Non qualificata |
| Morgan Uceny                                                                                    | 1500 m            | 4:06.87   | 2 Q       | N.D.             | N.D.             | 4:05.34    | 3 Q        | Non finita      | Non finita      |
| Kim Conley                                                                                      | 5000 m            | 15:14.48  | 12        | N.D.             | N.D.             | N.D.       | N.D.       | Non qualificata | Non qualificata |
| Julie Culley                                                                                    | 5000 m            | 15:05.38  | 5 Q       | N.D.             | N.D.             | N.D.       | N.D.       | 15:28.22        | 14              |
| Molly Huddle                                                                                    | 5000 m            | 15:02.26  | 5 Q       | N.D.             | N.D.             | N.D.       | N.D.       | 15:20.29        | 11              |
| Janet Cherobon-Bawcom                                                                           | 10.000 m          | N.D.      | N.D.      | N.D.             | N.D.             | N.D.       | N.D.       | 31:12.68        | 12              |
| Amy Hastings                                                                                    | 10.000 m          | N.D.      | N.D.      | N.D.             | N.D.             | N.D.       | N.D.       | 31:10.69        | 11              |
| Lisa Uhl                                                                                        | 10.000 m          | N.D.      | N.D.      | N.D.             | N.D.             | N.D.       | N.D.       | 31:12.80        | 13              |
| Dawn Harper                                                                                     | 100 m ostacoli    | 12.75     | 2 Q       | N.D.             | N.D.             | 12.46      | 1 Q        | 12.37           |                 |
| Lolo Jones                                                                                      | 100 m ostacoli    | 12.68     | 1 Q       | N.D.             | N.D.             | 12.71      | 3 q        | 12.58           | 4               |
| Kellie Wells                                                                                    | 100 m ostacoli    | 12.69     | 1 Q       | N.D.             | N.D.             | 12.51      | 1 Q        | 12.48           |                 |
| Ti'erra Brown                                                                                   | 400 m ostacoli    | 54.72     | 2 Q       | N.D.             | N.D.             | 54.21      | 3 q        | 55.07           | 6               |
| Lashinda Demus                                                                                  | 400 m ostacoli    | 54.60     | 1 Q       | N.D.             | N.D.             | 54.08      | 1 Q        | 52.77           |                 |
| Georganne Moline                                                                                | 400 m ostacoli    | 54.31     | 1 Q       | N.D.             | N.D.             | 54.74      | 2 Q        | 53.92           | 5               |
| Emma Coburn                                                                                     | 3000 m siepi      | 9:27.51   | 3 Q       | N.D.             | N.D.             | N.D.       | N.D.       | 9:23.54         | 9               |
| Bridget Franek                                                                                  | 3000 m siepi      | 9:29.86   | 5 q       | N.D.             | N.D.             | N.D.       | N.D.       | 9:45.51         | 14              |
| Shalaya Kipp                                                                                    | 3000 m siepi      | 9:48.33   | 12        | N.D.             | N.D.             | N.D.       | N.D.       | Non qualificata | Non qualificata |
| Allyson Felix Carmelita Jeter Bianca Knight Tianna Madison Jeneba Tarmoh* Lauryn Williams*      | Staffetta 4×100 m | 41.64     | 1 Q       | N.D.             | N.D.             | N.D.       | N.D.       | 40.82           |                 |
| Keshia Baker* Diamond Dixon* Allyson Felix Francena McCorory Sanya Richards-Ross DeeDee Trotter | Staffetta 4×400 m | 3:22.09   | 1 Q       | N.D.             | N.D.             | N.D.       | N.D.       | 3:16.88         |                 |
| Desiree Davila                                                                                  | Maratona          | N.D.      | N.D.      | N.D.             | N.D.             | N.D.       | N.D.       | Non finita      | Non finita      |
| Shalane Flanagan                                                                                | Maratona          | N.D.      | N.D.      | N.D.             | N.D.             | N.D.       | N.D.       | 2:25:51         | 10              |
| Kara Goucher                                                                                    | Maratona          | N.D.      | N.D.      | N.D.             | N.D.             | N.D.       | N.D.       | 2:26:07         | 11              |
| Maria Michta                                                                                    | Marcia 20 km      | N.D.      | N.D.      | N.D.             | N.D.             | N.D.       | N.D.       | 1:32:27         | 29              |

Eventi su campo
| Atleta                    | Evento                 | Qualifica | Qualifica | Finale          | Finale          |
| Atleta                    | Evento                 | Distanza  | Posizione | Distanza        | Posizione       |
| ------------------------- | ---------------------- | --------- | --------- | --------------- | --------------- |
| Janay DeLoach             | Salto in lungo         | 6.81      | 2 Q       | 6.89            |                 |
| Chelsea Hayes             | Salto in lungo         | 6.37      | 16        | Non qualificata | Non qualificata |
| Brittney Reese            | Salto in lungo         | 6.57      | 9 q       | 7.12            |                 |
| Amanda Smock              | Salto triplo           | 13.61     | 27        | Non qualificata | Non qualificata |
| Amy Acuff                 | Salto in alto          | 1.85      | =10       | Non qualificata | Non qualificata |
| Brigetta Barrett          | Salto in alto          | 1.93      | =6 q      | 2.03            |                 |
| Chaunté Lowe              | Salto in alto          | 1.93      | =2 q      | 1.97            | 6               |
| Becky Holliday            | Salto con l'asta       | 4.55      | 10 q      | 4.45            | 9               |
| Lacey Janson              | Salto con l'asta       | 4.40      | =15       | Non qualificata | Non qualificata |
| Jennifer Suhr             | Salto con l'asta       | 4.55      | =1 q      | 4.75            |                 |
| Tia Brooks                | Getto del peso         | 17.72     | 20        | Non qualificata | Non qualificata |
| Jillian Camarena-Williams | Getto del peso         | 18.22     | 16        | Non qualificata | Non qualificata |
| Michelle Carter           | Getto del peso         | 18.63     | 8 q       | 19.42           | 5               |
| Gia Lewis-Smallwood       | Lancio del disco       | 61.44     | 15        | Non qualificata | Non qualificata |
| Aretha Thurmond           | Lancio del disco       | 59.39     | 25        | Non qualificata | Non qualificata |
| Stephanie Brown Trafton   | Lancio del disco       | 64.89     | 5 Q       | 63.01           | 8               |
| Brittany Borman           | Lancio del giavellotto | 59.27     | 15        | Non qualificata | Non qualificata |
| Kara Patterson            | Lancio del giavellotto | 56.23     | 31        | Non qualificata | Non qualificata |
| Rachel Yurkovich          | Lancio del giavellotto | 57.92     | 24        | Non qualificata | Non qualificata |
| Amanda Bingson            | Lancio del martello    | 67.29     | 28        | Non qualificata | Non qualificata |
| Amber Campbell            | Lancio del martello    | 69.93     | 13        | Non qualificata | Non qualificata |
| Jessica Cosby             | Lancio del martello    | 69.65     | 14        | Non qualificata | Non qualificata |

Eventi multipli – Eptathlon
| Atleta           | Evento | 100H  | SA   | GP    | 200 m | SL   | LG    | 800 m   | Finale     | Posizione  |
| ---------------- | ------ | ----- | ---- | ----- | ----- | ---- | ----- | ------- | ---------- | ---------- |
| Sharon Day       | Result | 13.57 | 1.77 | 14.28 | 24.36 | 5.85 | 43.90 | 2:11.31 | 5286       | 16         |
| Sharon Day       | Points | 1040  | 941  | 813   | 946   | 804  | 742   | 946     | 5286       | 16         |
| Hyleas Fountain  | Result | 12.70 | 1.86 | 11.99 | 23.64 | 6.05 | 21.60 | DNS     | Non finita | Non finita |
| Hyleas Fountain  | Points | 1170  | 1054 | 660   | 1016  | 865  | 319   | 0       | Non finita | Non finita |
| Chantae McMillan | Result | 13.49 | 1.68 | 14.92 | 25.25 | 5.37 | 49.78 | 2:40.55 | 5688       | 29         |
| Chantae McMillan | Points | 1052  | 830  | 856   | 864   | 663  | 856   | 567     | 5688       | 29         |

### Badminton
Maschile
| Atleta                   | Evento          | Girone                              | Girone                               | Girone                        | Girone    | Ottavi               | Quarti               | Semifinale           | Finale               | Finale          |
| Atleta                   | Evento          | Punteggio Avversario                | Punteggio Avversario                 | Punteggio Avversario          | Posizione | Punteggio Avversario | Punteggio Avversario | Punteggio Avversario | Punteggio Avversario | Posizione       |
| ------------------------ | --------------- | ----------------------------------- | ------------------------------------ | ----------------------------- | --------- | -------------------- | -------------------- | -------------------- | -------------------- | --------------- |
| Howard Bach Tony Gunawan | Doppio maschile | Jung J.-s. / Lee Y-d P 14–21, 19–21 | Koo K. K. / Tan B. H. P 12–21, 14–21 | Kawamae / Sato P 15–21, 15–21 | 4°        | Non qualificati      | Non qualificati      | Non qualificati      | Non qualificati      | Non qualificati |

Femminile
| Atleta    | Evento            | Girone                | Girone               | Girone               | Girone    | Ottavi               | Quarti               | Semifinale           | Finale               | Finale          |
| Atleta    | Evento            | Punteggio Avversario  | Punteggio Avversario | Punteggio Avversario | Posizione | Punteggio Avversario | Punteggio Avversario | Punteggio Avversario | Punteggio Avversario | Posizione       |
| --------- | ----------------- | --------------------- | -------------------- | -------------------- | --------- | -------------------- | -------------------- | -------------------- | -------------------- | --------------- |
| Rena Wang | Singolo femminile | Wang Xin P 8–21, 6–21 | N.D.                 | N.D.                 | 2°        | Non qualificata      | Non qualificata      | Non qualificata      | Non qualificata      | Non qualificata |

### Calcio

#### Femminile
Rosa
|  | Naz.                   | Ruolo | Sportivo             | Anno | Alt. |  |
|  | ---------------------- | ----- | -------------------- | ---- | ---- |  |
|  | Stati Uniti (bandiera) | P     | Hope Solo            | 1981 | 1,75 |  |
|  | Stati Uniti (bandiera) | D     | Heather Mitts        | 1978 | 1,65 |  |
|  | Stati Uniti (bandiera) | D     | Christie Rampone (C) | 1975 | 1,68 |  |
|  | Stati Uniti (bandiera) | D     | Becky Sauerbrunn     | 1985 | 1,70 |  |
|  | Stati Uniti (bandiera) | D     | Kelley O'Hara        | 1988 | 1,65 |  |
|  | Stati Uniti (bandiera) | D     | Amy LePeilbet        | 1982 | 1,68 |  |
|  | Stati Uniti (bandiera) | C     | Shannon Boxx         | 1977 | 1,73 |  |
|  | Stati Uniti (bandiera) | A     | Amy Rodriguez        | 1987 | 1,63 |  |
|  | Stati Uniti (bandiera) | C     | Heather O'Reilly     | 1985 | 1,65 |  |
|  | Stati Uniti (bandiera) | C     | Carli Lloyd          | 1982 | 1,73 |  |
|  | Stati Uniti (bandiera) | A     | Sydney Leroux        | 1990 | 1,70 |  |
|  | Stati Uniti (bandiera) | A     | Lauren Cheney        | 1987 | 1,73 |  |
|  | Stati Uniti (bandiera) | A     | Alex Morgan          | 1989 | 1,70 |  |
|  | Stati Uniti (bandiera) | A     | Abby Wambach         | 1980 | 1,80 |  |
|  | Stati Uniti (bandiera) | C     | Megan Rapinoe        | 1985 | 1,70 |  |
|  | Stati Uniti (bandiera) | D     | Rachel Buehler       | 1985 | 1,65 |  |
|  | Stati Uniti (bandiera) | C     | Tobin Heath          | 1988 | 1,68 |  |
|  | Stati Uniti (bandiera) | P     | Nicole Barnhart      | 1981 | 1,78 |  |

Classifica Fase a Gruppi
| Pos. | Squadra        | Pt | G | V | N | P | GF | GS | DR |
| ---- | -------------- | -- | - | - | - | - | -- | -- | -- |
| 1.   | Stati Uniti    | 9  | 3 | 3 | 0 | 0 | 8  | 2  | +6 |
| 2.   | Francia        | 6  | 3 | 2 | 0 | 1 | 8  | 4  | +4 |
| 3.   | Corea del Nord | 3  | 3 | 1 | 0 | 2 | 2  | 6  | -4 |
| 4.   | Colombia       | 0  | 3 | 0 | 0 | 3 | 0  | 6  | -6 |

Partite Fase a Gruppi
| Arbitro: | Yamagishi |

|                                       |           |                      |
| Wambach 18’ Morgan 31’, 65’ Lloyd 55’ | Marcatori | 11’ Thiney 13’ Delie |

| Arbitro: | Mitsi |

|                                   |           |  |
| Rapinoe 32’ Wambach 73’ Lloyd 76’ | Marcatori |  |

| Arbitro: | Palmqvist |

|             |           |  |
| Wambach 24’ | Marcatori |  |

Quarto di finale
| Arbitro: | di Iorio |

|                        |           |  |
| Wambach 27’ Leroux 87’ | Marcatori |  |

Semifinale
| Arbitro: | Pedersen |

|                      |           |                                                  |
| Sinclair 22’ 68’ 73’ | Marcatori | 54’ 70’ Rapinoe 80’ (rig.) Wambach 120+3’ Morgan |

Finale
| Arbitro: | Steinhaus |

|              |           |           |
| Lloyd 7’ 53’ | Marcatori | 62’ Ōgimi |

### Canoa/Kayak

#### Slalom
Maschile
| Casey Eichfeld         | C-1 | 97,04  | 102,02 | 97,04  | 14º | Non qualificato | Non qualificato | Non qualificato | Non qualificato | Non qualificato | Non qualificato |
| Scott Parsons          | K-1 | 94,16  | 141,72 | 94,16  | 16º | Non qualificato | Non qualificato | Non qualificato | Non qualificato | Non qualificato | Non qualificato |
| Eric Hurd Jeff Larimer | C-2 | 112,91 | 109,78 | 109,78 | 12º | Non qualificati | Non qualificati | Non qualificati | Non qualificati | Non qualificati | Non qualificati |

Femminile
| Caroline Queen | K-1 | 117,05 | 186,23 | 117,05 | 17° | Non qualificata | Non qualificata | Non qualificata | Non qualificata | Non qualificata | Non qualificata |

#### Velocità
| FA | Qualificato in finale A (per le medaglie)                       |
| FB | Qualificato in finale B (non per le medaglie)                   |
| Q  | Qualificato al turno successivo per posizione in qualificazione |
| q  | Qualificato al turno successivo per ripescaggio                 |

Maschile
| Atleta      | Evento    | Batterie | Batterie   | Semifinali | Semifinali | Finale | Finale     |
| Atleta      | Evento    | Tempo    | Classifica | Tempo      | Classifica | Tempo  | Classifica |
| ----------- | --------- | -------- | ---------- | ---------- | ---------- | ------ | ---------- |
| Tim Hornsby | K-1 200 m | 36.560   | 7° q       | 37.660     | 8° FB      | 39.370 | 15°        |

Femminile
| Atleta         | Evento    | Batterie | Batterie   | Semifinali | Semifinali | Finale          | Finale          |
| Atleta         | Evento    | Tempo    | Classifica | Tempo      | Classifica | Tempo           | Classifica      |
| -------------- | --------- | -------- | ---------- | ---------- | ---------- | --------------- | --------------- |
| Carrie Johnson | K-1 200 m | 43.355   | 6° Q       | 43.321     | 8°         | Non qualificata | Non qualificata |
| Carrie Johnson | K-1 500 m | 1:53.983 | 4° Q       | 1:54.628   | 6°         | Non qualificata | Non qualificata |

### Canottaggio
| FA   | Qualificato in finale A (per le medaglie)     |
| FB   | Qualificato in finale B (non per le medaglie) |
| FC   | Qualificato in finale C (non per le medaglie) |
| FD   | Qualificato in finale D (non per le medaglie) |
| FE   | Qualificato in finale E (non per le medaglie) |
| FF   | Qualificato in finale F (non per le medaglie) |
| SA/B | Semifinali A/B                                |
| SC/D | Semifinali C/D                                |
| SE/F | Semifinali E/F                                |
| QF   | Qualificato ai quarti di finale               |
| R    | Ripescaggio                                   |

Maschile
| Atleta | Evento       | Batteria | Batteria  | Ripescaggio | Ripescaggio | Quarti  | Quarti    | Semifinali      | Semifinali      | Finale          | Finale    |
| Atleta | Evento       | Tempo    | Posizione | Tempo       | Posizione   | Tempo   | Posizione | Tempo           | Posizione       | Tempo           | Posizione |
| --- | ------------ | -------- | --------- | ----------- | ----------- | ------- | --------- | --------------- | --------------- | --------------- | --------- |
| Ken Jurkowski | Singolo      | 7:08.39  | 3° QF     | Bye         | Bye         | 7:18.27 | 5° SC/D   | 7:56.51         | 6° FD           | Non partito     | 24°       |
| Tom Peszek Silas Stafford                                                                                              | 2 senza      | 6:26.59  | 4° R      | 6:27.41     | 3° SA/B     | N.D.    | N.D.      | 6:58.58         | 4° FB           | 6:53.30         | 8°        |
| Anthony Fahden Nick LaCava Will Newell Robin Prendes                                                                   | 4 senza p.l. | 6:02.42  | 5° R      | 6:00.86     | 1° SA/B     | N.D.    | N.D.      | 6:05.06         | 5° FB           | 6:09.23         | 8°        |
| Charlie Cole Scott Gault Glenn Ochal Henrik Rummel                                                                     | 4 senza      | 5:54.88  | 1° SA/B   | Bye         | Bye         | N.D.    | N.D.      | 6:01.72         | 1° FA           | 6:07.20         |           |
| Peter Graves Elliot Hovey Alex Osborne Wes Piermarini                                                                  | 4 di coppia  | 5:50.24  | 4° R      | 5:45.62     | 4°          | N.D.    | N.D.      | Non qualificati | Non qualificati | Non qualificati | 13°       |
| David Banks Jake Cornelius Grant James Ross James Steve Kasprzyk Giuseppe Lanzone Will Miller Brett Newlin Zach Vlahos | Otto         | 5:30.72  | 1° FA     | Bye         | Bye         | N.D.    | N.D.      | N.D.            | N.D.            | 5:51.48         | 4°        |

Femminile
| Atleta | Evento           | Batteria | Batteria  | Ripescaggio | Ripescaggio | Quarti  | Quarti    | Semifinali | Semifinali | Finale  | Finale    |
| Atleta | Evento           | Tempo    | Posizione | Tempo       | Posizione   | Tempo   | Posizione | Tempo      | Posizione  | Tempo   | Posizione |
| --- | ---------------- | -------- | --------- | ----------- | ----------- | ------- | --------- | ---------- | ---------- | ------- | --------- |
| Gevvie Stone | Singolo          | 7:33.68  | 3° QF     | Bye         | Bye         | 7:39.67 | 2° SA/B   | 7:52.98    | 4° FB      | 7:45.24 | 7°        |
| Sara Hendershot Sarah Zelenka                                                                                                | 2 senza          | 6:59.29  | 2° FA     | Bye         | Bye         | N.D.    | N.D.      | N.D.       | N.D.       | 7:30.39 | 4°        |
| Kristin Hedstrom Julie Nichols                                                                                               | 2 di coppia p.l. | 7:08.43  | 3° R      | 7:13.82     | 1° SA/B     | N.D.    | N.D.      | 7:12.61    | 4° FB      | 7:23.31 | 11        |
| Margot Shumway Sarah Trowbridge                                                                                              | 2 di coppia      | 6:55.25  | 3° R      | 7:10.37     | 2° FA       | N.D.    | N.D.      | N.D.       | N.D.       | 7:10.54 | 6°        |
| Natalie Dell Megan Kalmoe Kara Kohler Adrienne Martelli                                                                      | 4 di coppia      | 6:15.76  | 2° R      | 6:19.49     | 2° FA       | N.D.    | N.D.      | N.D.       | N.D.       | 6:40.63 |           |
| Erin Cafaro Caryn Davies Susan Francia Caroline Lind Esther Lofgren Eleanor Logan Meghan Musnicki Taylor Ritzel Mary Whipple | Otto             | 6:14.68  | 1° FA     | Bye         | Bye         | N.D.    | N.D.      | N.D.       | N.D.       | 6:10.59 |           |

### Ciclismo

#### Ciclismo su strada
Maschile
| Atleta             | Evento              | Tempo    | Posizione |
| ------------------ | ------------------- | -------- | --------- |
| Timmy Duggan       | Corsa in linea      | 5:46:37  | 88°       |
| Tyler Farrar       | Corsa in linea      | 5:46:37  | 33°       |
| Chris Horner       | Corsa in linea      | 5:46:46  | 93°       |
| Taylor Phinney     | Corsa in linea      | 5:46:05  | 4°        |
| Taylor Phinney     | Cronometro maschile | 52:38.07 | 4°        |
| Tejay van Garderen | Corsa in linea      | 5:47:31  | 104°      |

Femminile
| Atleta            | Evento         | Ttempo   | Posizione |
| ----------------- | -------------- | -------- | --------- |
| Kristin Armstrong | Corsa in linea | 3:36:16  | 35°       |
| Kristin Armstrong | Cronometro     | 37:34.82 |           |
| Amber Neben       | Corsa in linea | 3:36:20  | 36°       |
| Amber Neben       | Cronometro     | 38:45.17 | 7°        |
| Shelley Olds      | Corsa in linea | 3:35:56  | 7°        |
| Evelyn Stevens    | Corsa in linea | 3:35:56  | 24°       |

#### Ciclismo su pista

##### Velocità
Maschile
| Atleta        | Evento               | Qualificazione     | Qualificazione | Trentaduesimi                       | Ripescaggio 1             | Sedicesimi                         | Ripescaggio 2             | Quarti di finale     | Semifinali           | Finale                                                         | Finale    |
| Atleta        | Evento               | Tempo Velocità     | Posizione      | Avversario Tempo Velocità           | Avversario Tempo Velocità | Avversario Tempo Velocità          | Avversario Tempo Velocità | Avversario Risultato | Avversario Risultato | Avversario Risultato                                           | Posizione |
| ------------- | -------------------- | ------------------ | -------------- | ----------------------------------- | ------------------------- | ---------------------------------- | ------------------------- | -------------------- | -------------------- | -------------------------------------------------------------- | --------- |
| Jimmy Watkins | Velocità individuale | 10.247 70.264 km/h | 12°            | Nakagawa (JPN) V 10.339 69.237 km/h | Bye                       | Kelemen (CZE) V 10.511 68.499 km/h | Bye                       | Perkins (AUS) P 0–2  | Non qualificato      | Finale 5º posto Awang (MAS) Förstemann (DEU) Dmitriev (RUS) 2° | 6°        |

##### Inseguimento
Femminile
| Atleta                                                | Evento                 | Qualificazione | Qualificazione | Semifinale           | Finale                 | Finale    |
| Atleta                                                | Evento                 | Tempo          | Posizione      | Avversario Risultato | Avversario Risultato   | Posizione |
| ----------------------------------------------------- | ---------------------- | -------------- | -------------- | -------------------- | ---------------------- | --------- |
| Dotsie Bausch Sarah Hammer Jennie Reed* Lauren Tamayo | Inseguimento a squadre | 3:19.406       | 2° Q           | Australia V 3:16.853 | Regno Unito P 3:19.727 |           |

##### Omnium
| Atleta       | Evento           | Flying lap | Flying lap | Corsa a punti | Corsa a punti | Corsa a eliminazione | Inseguimento individuale | Inseguimento individuale | Scratch race | Prova a tempo | Prova a tempo | Punti totali | Posizione |
| Atleta       | Evento           | Tempo      | Posizione  | Punti         | Posizione     | Posizione            | Avversario Risultato     | Posizione                | Posizione    | Tempo         | Posizione     | Punti totali | Posizione |
| ------------ | ---------------- | ---------- | ---------- | ------------- | ------------- | -------------------- | ------------------------ | ------------------------ | ------------ | ------------- | ------------- | ------------ | --------- |
| Bobby Lea    | Omnium maschile  | 13.559     | 10°        | 8 p.ti        | 12°           | 8°                   | Cho (KOR) V 4:30.127     | 11°                      | 7°           | 1:04.853      | 13°           | 61 p.ti      | 12°       |
| Sarah Hammer | Omnium femminile | 14.369     | 5°         | 25 p.ti       | 5°            | 2°                   | Trott (GBR) V 3:29.554   | 1°                       | 2°           | 35.900        | 4°            | 19 p.ti      |           |

#### BMX
Maschile
| Atleta        | Evento      | Seeding   | Seeding   | Quarto di finale | Quarto di finale | Semifinale      | Semifinale      | Finale          | Finale          |
| Atleta        | Evento      | Risultato | Posizione | Punti            | Posizione        | Punti           | Posizione       | Risultato       | Posizione       |
| ------------- | ----------- | --------- | --------- | ---------------- | ---------------- | --------------- | --------------- | --------------- | --------------- |
| Connor Fields | Individuale | 38.431    | 4°        | 3 p.ti           | 1° Q             | 6 p.ti          | 1° Q            | 1:03.033        | 7°              |
| David Herman  | Individuale | 38.955    | 15°       | 16 p.ti          | 4° q             | 15 p.ti         | 6°              | Non qualificato | Non qualificato |
| Nic Long      | Individuale | 38.601    | 7°        | 18 p.ti          | 5°               | Non qualificato | Non qualificato | Non qualificato | Non qualificato |

Femminile
| Atleta       | Evento      | Seeding    | Seeding   | Quarto di finale | Quarto di finale | Semifinale | Semifinale | Finale          | Finale          |
| Atleta       | Evento      | Risultato  | Posizione | Punti            | Posizione        | Punti      | Posizione  | Risultato       | Posizione       |
| ------------ | ----------- | ---------- | --------- | ---------------- | ---------------- | ---------- | ---------- | --------------- | --------------- |
| Brooke Crain | Individuale | Non finita | 16°       | N.D.             | N.D.             | 14 p.ti    | 3° Q       | 40.286          | 8°              |
| Alise Post   | Individuale | 39.890     | 8°        | N.D.             | N.D.             | 18 p.ti    | 6°         | Non qualificata | Non qualificata |

#### Mountain Bike
Maschile
| Atleta         | Evento        | Tempo   | Posizione |
| -------------- | ------------- | ------- | --------- |
| Samuel Schultz | Cross country | 1:32:29 | 15°       |
| Todd Wells     | Cross country | 1:31:28 | 11°       |

Femminile
| Atleta        | Evento        | Tempo   | Posizione |
| ------------- | ------------- | ------- | --------- |
| Lea Davison   | Cross country | 1:35:14 | 11°       |
| Georgia Gould | Cross country | 1:32:00 |           |

### Equitazione

#### Salto ostacoli
| Atleta                                              | Cavallo     | Gara           | Qualificazione | Qualificazione | Qualificazione  | Qualificazione  | Qualificazione  | Qualificazione  | Qualificazione  | Qualificazione  | Finale          | Finale          | Finale          | Finale          | Finale          | Totale          | Totale          |
| Atleta                                              | Cavallo     | Gara           | 1º turno       | 1º turno       | 2º turno        | 2º turno        | 2º turno        | 3º turno        | 3º turno        | 3º turno        | Round A         | Round A         | Round B         | Round B         | Round B         | Totale          | Totale          |
| Atleta                                              | Cavallo     | Gara           | Penalità       | Posizione      | Penalità        | Totale          | Posizione       | Penalità        | Totale          | Posizione       | Penalità        | Posizione       | Penalità        | Totale          | Posizione       | Penalità        | Posizione       |
| --------------------------------------------------- | ----------- | -------------- | -------------- | -------------- | --------------- | --------------- | --------------- | --------------- | --------------- | --------------- | --------------- | --------------- | --------------- | --------------- | --------------- | --------------- | --------------- |
| Rich Fellers                                        | Flexible    | Individuale    | 0              | =1° Q          | 0               | 0               | =1° Q           | 8               | 8               | =11° Q          | 5               | =20° Q          | 0               | 5               | 8°              | 5               | 8°              |
| Reed Kessler                                        | Cylana      | Individuale    | 1              | =33° Q         | 9               | 10              | =47°            | non qualificato | non qualificato | non qualificato | non qualificato | non qualificato | non qualificato | non qualificato | non qualificato | non qualificato | non qualificato |
| Beezie Madden                                       | Via Volo    | Individuale    | 42             | =72ª           | non qualificata | non qualificata | non qualificata | non qualificata | non qualificata | non qualificata | non qualificata | non qualificata | non qualificata | non qualificata | non qualificata | non qualificata | non qualificata |
| McLain Ward                                         | McLain Ward | Individuale    | 0              | =1° Q          | 4               | 4               | =17° Q          | 8               | 12              | =26° Q          | 12              | =29°            | non qualificato | non qualificato | non qualificato | 12              | =29°            |
| Rich Fellers Reed Kessler Beezie Madden McLain Ward | Come sopra  | Gara a squadre | N.D.           | N.D.           | N.D.            | N.D.            | N.D.            | N.D.            | N.D.            | N.D.            | 8               | =7° Q           | 20              | 28              | =6°             | 28              | =6°             |

#### Dressage
| Atleta                                 | Cavallo    | Gara        | Grand Prix | Grand Prix | Grand Prix Special | Grand Prix Special | Grand Prix Freestyle | Grand Prix Freestyle | Totale          | Totale          |
| Atleta                                 | Cavallo    | Gara        | Punteggio  | Classifica | Punteggio          | Classifica         | Tecnico              | Artistico            | Punteggio       | Classifica      |
| -------------------------------------- | ---------- | ----------- | ---------- | ---------- | ------------------ | ------------------ | -------------------- | -------------------- | --------------- | --------------- |
| Jan Ebeling                            | Rafalca    | Individuale | 70,243     | 30° Q      | 69,302             | 28°                | non qualificato      | non qualificato      | non qualificato | non qualificato |
| Tina Konyot                            | Calecto V  | Individuale | 70,456     | 27ª Q      | 70,651             | 25ª                | non qualificata      | non qualificata      | non qualificata | non qualificata |
| Adrienne Lyle                          | Wizard     | Individuale | 69,468     | 35ª        | non qualificata    | non qualificata    | non qualificata      | non qualificata      | non qualificata | non qualificata |
| Steffen Peters                         | Ravel      | Individuale | 77,705     | 6ª Q       | 76,254             | =7ª Q              | 74,143               | 80,429               | 77,286          | 17ª             |
| Jan Ebeling Tina Konyot Steffen Peters | Come sopra | A squadre   | 72,801     | 5°         | 72,069             | 7°                 | N.D.                 | N.D.                 | 72,435          | 6°              |

#### Concorso completo
| Atleta                                                                  | Cavallo           | Gara        | Dressage | Dressage  | Cross-country | Cross-country | Cross-country | Salto ostacoli | Salto ostacoli | Salto ostacoli | Salto ostacoli  | Salto ostacoli  | Salto ostacoli  | Totale   | Totale    |
| Atleta                                                                  | Cavallo           | Gara        | Dressage | Dressage  | Cross-country | Cross-country | Cross-country | Qualificazione | Qualificazione | Qualificazione | Finale          | Finale          | Finale          | Totale   | Totale    |
| Atleta                                                                  | Cavallo           | Gara        | Penalità | Posizione | Penalità      | Totale        | Posizione     | Penalità       | Totale         | Posizione      | Penalità        | Totale          | Posizione       | Penalità | Posizione |
| ----------------------------------------------------------------------- | ----------------- | ----------- | -------- | --------- | ------------- | ------------- | ------------- | -------------- | -------------- | -------------- | --------------- | --------------- | --------------- | -------- | --------- |
| William Coleman                                                         | Twizzel           | Individuale | 46,30    | 26°       | 36,40         | 82,70         | 46°           | 2,00           | 84,70          | 37°            | non qualificato | non qualificato | non qualificato | 84,70    | 37°       |
| Tiana Coudray                                                           | Ringwood Magister | Individuale | 52,00    | 42ª       | 25,60         | 77,60         | 42ª           | 11,00          | 88,60          | 40ª            | non qualificata | non qualificata | non qualificata | 88,60    | 40ª       |
| Phillip Dutton                                                          | Mystery Whisper   | Individuale | 44,30    | 19º       | 2,80          | 47,10         | 12º           | 23,00          | 70,10          | 27º Q          | 11,00           | 81,10           | 23º             | 81,10    | 23°       |
| Boyd Martin                                                             | Otis Barbotiere   | Individuale | 50,70    | =36º      | 3,60          | 54,30         | 26º           | ritirato       | ritirato       | ritirato       | ritirato        | ritirato        | ritirato        | ritirato | ritirato  |
| Karen O'Connor                                                          | Mr. Medicott      | Individuale | 48,20    | 29ª       | 5,60          | 53,80         | =24ª          | 0,00           | 53,80          | 16ª Q          | 0,00            | 53,80           | 9ª              | 53,80    | 9ª        |
| William Coleman Tiana Coudray Phillip Dutton Boyd Martin Karen O'Connor | Come sopra        | A squadre   | 138,80   | 7°        | 16,40         | 155,20        | 5°            | 53,40          | 208,60         | 7°             | N.D.            | N.D.            | N.D.            | 208,70   | 7°        |

### Ginnastica

#### Ginnastica artistica
Maschile
Squadre
| Atleta          | Evento             | Qualificazione | Qualificazione | Qualificazione | Qualificazione | Qualificazione | Qualificazione | Qualificazione | Qualificazione | Finale   | Finale   | Finale   | Finale   | Finale   | Finale   | Finale  | Finale    |
| Atleta          | Evento             | Attrezzo       | Attrezzo       | Attrezzo       | Attrezzo       | Attrezzo       | Attrezzo       | Totale         | Posizione      | Attrezzo | Attrezzo | Attrezzo | Attrezzo | Attrezzo | Attrezzo | Totale  | Posizione |
| Atleta          | Evento             | CL             | C              | A              | V              | P              | S              | Totale         | Posizione      | CL       | C        | A        | V        | P        | S        | Totale  | Posizione |
| --------------- | ------------------ | -------------- | -------------- | -------------- | -------------- | -------------- | -------------- | -------------- | -------------- | -------- | -------- | -------- | -------- | -------- | -------- | ------- | --------- |
| Jake Dalton     | Concorso a squadre | 15,633 Q       | N.D.           | 15,100         | 15,900         | N.D.           | N.D.           | N.D.           | N.D.           | 15,466   | N.D.     | 15,033   | 16,066   | N.D.     | N.D.     | N.D.    | N.D.      |
| Jonathan Horton | Concorso a squadre | N.D.           | 12,700         | 15,166         | N.D.           | 13,133         | 15,566 Q       | N.D.           | N.D.           | N.D.     | N.D.     | 15,266   | N.D.     | N.D.     | 15,200   | N.D.    | N.D.      |
| Danell Leyva    | Concorso a squadre | 15,100         | 14,866         | 14,600         | 15,500         | 15,333         | 15,866 Q       | 91,265         | 1º Q           | 15,200   | 13,400   | N.D.     | N.D.     | 15,366   | 15,866   | N.D.    | N.D.      |
| Sam Mikulak     | Concorso a squadre | 15,366         | 14,333         | N.D.           | 16,300 Q       | 15,316         | 14,033         | N.D.           | N.D.           | 14,600   | 14,500   | N.D.     | 15,966   | 15,266   | N.D.     | N.D.    | N.D.      |
| John Orozco     | Concorso a squadre | 15,166         | 14,766         | 15,066         | 15,800         | 14,533         | 15,266         | 90,597         | 4º Q           | N.D.     | 12,733   | 14,958   | 14,600   | 15,133   | 15,333   | N.D.    | N.D.      |
| Totale          | Concorso a squadre | 46,165         | 43,965         | 45,332         | 48,000         | 45,182         | 46,698         | 275,342        | 1º Q           | 45,266   | 40,633   | 45,257   | 46,632   | 45,765   | 46,399   | 269,952 | 5º        |

Finali individuali
| Atleta          | Evento               | Attrezzo | Attrezzo | Attrezzo | Attrezzo | Attrezzo | Attrezzo | Totale | Posizione |
| Atleta          | Evento               | CL       | C        | A        | V        | P        | S        | Totale | Posizione |
| --------------- | -------------------- | -------- | -------- | -------- | -------- | -------- | -------- | ------ | --------- |
| Jake Dalton     | Corpo libero         | 15,333   | N.D.     | N.D.     | N.D.     | N.D.     | N.D.     | 15,333 | 5°        |
| Jonathan Horton | Sbarra               | N.D.     | N.D.     | N.D.     | N.D.     | N.D.     | 15,466   | 15,466 | 6º        |
| Danell Leyva    | Concorso individuale | 15,366   | 13,500   | 14,733   | 15,566   | 15,833   | 15,700   | 90,698 |           |
| Danell Leyva    | Sbarra               | N.D.     | N.D.     | N.D.     | N.D.     | N.D.     | 15,833   | 15,833 | 5º        |
| Sam Mikulak     | Volteggio            | N.D.     | N.D.     | N.D.     | 16,050   | N.D.     | N.D.     | 16,050 | 5°        |
| John Orozco     | Concorso individuale | 15,433   | 12,566   | 15,200   | 15,900   | 15,266   | 14,966   | 89,331 | 8°        |

Femminile
Squadre
| Atleta            | Evento             | Qualificazione | Qualificazione | Qualificazione | Qualificazione | Qualificazione | Qualificazione | Finale   | Finale   | Finale   | Finale   | Finale  | Finale    |
| Atleta            | Evento             | Attrezzo       | Attrezzo       | Attrezzo       | Attrezzo       | Totale         | Posizione      | Attrezzo | Attrezzo | Attrezzo | Attrezzo | Totale  | Posizione |
| Atleta            | Evento             | CL             | V              | PA             | T              | Totale         | Posizione      | CL       | V        | PA       | T        | Totale  | Posizione |
| ----------------- | ------------------ | -------------- | -------------- | -------------- | -------------- | -------------- | -------------- | -------- | -------- | -------- | -------- | ------- | --------- |
| Gabrielle Douglas | Concorso a squadre | 13,766         | 15,900         | 15,333 Q       | 15,266 Q       | 60,265         | 3ª Q           | 15,066   | 15,966   | 15,200   | 15,233   | N.D.    | N.D.      |
| McKayla Maroney   | Concorso a squadre | N.D.           | 15,900 Q       | N.D.           | N.D.           | N.D.           | N.D.           | N.D.     | 16,233   | N.D.     | N.D.     | N.D.    | N.D.      |
| Alexandra Raisman | Concorso a squadre | 15,325 Q       | 15,800         | 14,166         | 15,100 Q       | 60,391         | 2ª Q           | 15,300   | N.D.     | N.D.     | 14,933   | N.D.    | N.D.      |
| Kyla Ross         | Concorso a squadre | 13,733         | N.D.           | 14,866         | 15,075         | N.D.           | N.D.           | N.D.     | N.D.     | 14,933   | 15,133   | N.D.    | N.D.      |
| Jordyn Wieber     | Concorso a squadre | 14,666 Q       | 15,833         | 14,833         | 14,700         | 60,032         | 4ª             | 15,000   | 15,933   | 14,666   | N.D.     | N.D.    | N.D.      |
| Totale            | Concorso a squadre | 43,757         | 47,633         | 45,032         | 45,441         | 181,863        | 1ª Q           | 45,366   | 48,132   | 44,799   | 45,299   | 183,596 |           |

Finali individuali
| Atleta            | Evento                 | Attrezzo | Attrezzo | Attrezzo | Attrezzo | Totale | Posizione |
| Atleta            | Evento                 | CL       | V        | PA       | T        | Totale | Posizione |
| ----------------- | ---------------------- | -------- | -------- | -------- | -------- | ------ | --------- |
| Gabrielle Douglas | Concorso individuale   | 15,033   | 15,966   | 15,733   | 15,500   | 62,232 |           |
| Gabrielle Douglas | Parallele asimmetriche | N.D.     | N.D.     | 14,900   | N.D.     | 14,900 | 8ª        |
| Gabrielle Douglas | Trave                  | N.D.     | N.D.     | N.D.     | 13,633   | 13,633 | 7ª        |
| McKayla Maroney   | Volteggio              | N.D.     | 15,083   | N.D.     | N.D.     | 15,083 |           |
| Alexandra Raisman | Concorso individuale   | 15,133   | 15,900   | 14,333   | 14,200   | 59,566 | 4ª        |
| Alexandra Raisman | Corpo libero           | 15,600   | N.D.     | N.D.     | N.D.     | 15,600 |           |
| Alexandra Raisman | Trave                  | N.D.     | N.D.     | N.D.     | 15,066   | 15,066 |           |
| Jordyn Wieber     | Corpo libero           | 14,500   | N.D.     | N.D.     | N.D.     | 14,500 | 7ª        |

#### Ginnastica ritmica
Femminile
| Atleta       | Evento               | Qualificazione | Qualificazione | Qualificazione | Qualificazione | Qualificazione | Qualificazione | Finale          | Finale          | Finale          | Finale          | Finale          | Finale          |
| Atleta       | Evento               | Attrezzo       | Attrezzo       | Attrezzo       | Attrezzo       | Totale         | Classifica     | Attrezzo        | Attrezzo        | Attrezzo        | Attrezzo        | Totale          | Classifica      |
| Atleta       | Evento               | Cerchio        | Palla          | Clavi          | Nastro         | Totale         | Classifica     | Cerchio         | Palla           | Clavi           | Nastro          | Totale          | Classifica      |
| ------------ | -------------------- | -------------- | -------------- | -------------- | -------------- | -------------- | -------------- | --------------- | --------------- | --------------- | --------------- | --------------- | --------------- |
| Julie Zetlin | Concorso individuale | 23,750         | 24,450         | 24,225         | 24,250         | 96,675         | 21ª            | non qualificata | non qualificata | non qualificata | non qualificata | non qualificata | non qualificata |

#### Trampolino elastico
Maschile
| Atleta            | Evento      | Qualificazioni | Qualificazioni | Finale          | Finale          |
| Atleta            | Evento      | Punteggio      | Classifica     | Punteggio       | Classifica      |
| ----------------- | ----------- | -------------- | -------------- | --------------- | --------------- |
| Steven Gluckstein | Individuale | 61,020         | 16º            | non qualificato | non qualificato |

Femminile
| Atleta           | Evento      | Qualificazioni | Qualificazioni | Finale    | Finale     |
| Atleta           | Evento      | Punteggio      | Classifica     | Punteggio | Classifica |
| ---------------- | ----------- | -------------- | -------------- | --------- | ---------- |
| Savannah Vinsant | Individuale | 101,355        | 7ª Q           | 54,965    | 6ª         |

### Hockey su prato

#### Femminile
Rosa
| N° | Naz.                   | Ruolo | Sportivo              |  |  |  |
| -- | ---------------------- | ----- | --------------------- |  |  |  |
| 5  | Stati Uniti (bandiera) |       | Melissa Gonzalez      |  |  |  |
| 8  | Stati Uniti (bandiera) |       | Rachel Dawson         |  |  |  |
| 9  | Stati Uniti (bandiera) |       | Michelle Vittese      |  |  |  |
| 11 | Stati Uniti (bandiera) |       | Shannon Taylor        |  |  |  |
| 12 | Stati Uniti (bandiera) |       | Julia Reinprecht      |  |  |  |
| 13 | Stati Uniti (bandiera) |       | Keli Smith Puzo       |  |  |  |
| 14 | Stati Uniti (bandiera) |       | Katie Reinprecht      |  |  |  |
| 16 | Stati Uniti (bandiera) |       | Katie O'Donnell       |  |  |  |
| 18 | Stati Uniti (bandiera) |       | Michelle Kasold       |  |  |  |
| 19 | Stati Uniti (bandiera) |       | Caroline Nichols      |  |  |  |
| 20 | Stati Uniti (bandiera) |       | Paige Selenski        |  |  |  |
| 21 | Stati Uniti (bandiera) |       | Claire Laubach        |  |  |  |
| 23 | Stati Uniti (bandiera) |       | Katelyn Falgowski     |  |  |  |
| 25 | Stati Uniti (bandiera) | P     | Amy Swensen           |  |  |  |
| 26 | Stati Uniti (bandiera) |       | Kayla Bashore Smedley |  |  |  |
| 27 | Stati Uniti (bandiera) |       | Lauren Crandall       |  |  |  |

Riserve:
- Michelle Cesan
- Jaclyn Kintzer (P)

Fase a gironi - Gruppo B
| Squadra       | P.ti | G | V | P | S | GF | GS | DR |
| ------------- | ---- | - | - | - | - | -- | -- | -- |
| Argentina     | 10   | 5 | 3 | 1 | 1 | 12 | 4  | +8 |
| Nuova Zelanda | 10   | 5 | 3 | 1 | 1 | 9  | 5  | +4 |
| Australia     | 10   | 5 | 3 | 1 | 1 | 5  | 2  | +3 |
| Germania      | 7    | 5 | 2 | 1 | 2 | 6  | 7  | -1 |
| Sudafrica     | 3    | 5 | 1 | 0 | 4 | 9  | 14 | -5 |
| Stati Uniti   | 3    | 5 | 1 | 0 | 4 | 3  | 12 | -9 |

| Arbitri: | Carol Metchette Wendy Stewart |

|                              |           |                      |
| F. Rinne 8’ (ac) L. Hahn 21’ | Marcatori | 56’ (ac) L. Crandall |

| Arbitri: | Claire Adenot Julie Ashton-Lucy |

|  |           |                 |
|  | Marcatori | 28’ C. Harrison |

| Arbitri: | Stella Bartlema Soledad Iparraguirre |

|                      |           |  |
| A. Flanagan 33’ (ac) | Marcatori |  |

| Arbitri: | Carolina de la Fuente Kang Hyun-Young |

|                                      |           |                                                          |
| K. O'Donnell 16’ C. Laubach 34’ (ac) | Marcatori | 2’ (ac) K. Sharland 19’ (ac) G. Flynn 64’ (ac) C. Eshuis |

| Arbitri: | Frances Block Claire Adenot |

|  |           | |
|  | Marcatori | 14’ (ac) 44’ T. Bright 20’ L.-A. George 25’ J. Wilson 33’ (ac) 62’ (ac) P. Coetzee 54’ (ac) D. Chamberlain |

Finale 11º e 12º posto
| Arbitri: | Elena Eskina Irene Presenqui |

|                                    |           |                |
| A. Gerniers 20’ G. Valcke 51’ (ac) | Marcatori | 6’ P. Selenski |

- Stati Uniti - Posizione nella classifica finale: 12º posto

### Judo
Maschile
| Atleta             | Evento  | Preliminari          | 16-esimi                        | Ottavi                               | Quarti                           | Semifinali                     | Ripescaggio                          | Med. bronzo                           | Finale               | Posizione       |
| Atleta             | Evento  | Avversario Risultato | Avversario Risultato            | Avversario Risultato                 | Avversario Risultato             | Avversario Risultato           | Avversario Risultato                 | Avversario Risultato                  | Avversario Risultato | Posizione       |
| ------------------ | ------- | -------------------- | ------------------------------- | ------------------------------------ | -------------------------------- | ------------------------------ | ------------------------------------ | ------------------------------------- | -------------------- | --------------- |
| Nicholas Delpopolo | −73 kg  | Bye                  | Cheung C.Y. (HKG) V (0020-0000) | D. Van Tichelt (BEL) V (0001-0000)   | Wang K.-c. (KOR) P (0000-0000)   | non qualificato                | Sainjargal N.-O. (MGL) P (0002-0011) | non qualificato                       | non qualificato      | 7° DSQ          |
| Travis Stevens     | −81 kg  | Bye                  | A. Sedej (SVN) V (0101-0002)    | A. Tchrikishvili (GEO) V (1001-0001) | L. Guilheiro (BRA) V (0101-0000) | O. Bischof (DEU) P (0000-0000) | Bye                                  | A. Valois-Fortier (CAN) P (0000-0011) | non qualificato      | 5°              |
| Kyle Vashkulat     | −100 kg | N.D.                 | R. Sayidov (UZB) P (0000-1000)  | non qualificato                      | non qualificato                  | non qualificato                | non qualificato                      | non qualificato                       | non qualificato      | non qualificato |

Femminile
| Atleta         | Evento | 16-esimi                        | Ottavi                           | Quarti                           | Semifinali                       | Ripescaggio          | Med. bronzo                        | Finale                         | Posizione |
| Atleta         | Evento | Avversario Risultato            | Avversario Risultato             | Avversario Risultato             | Avversario Risultato             | Avversario Risultato | Avversario Risultato               | Avversario Risultato           | Posizione |
| -------------- | ------ | ------------------------------- | -------------------------------- | -------------------------------- | -------------------------------- | -------------------- | ---------------------------------- | ------------------------------ | --------- |
| Marti Malloy   | -57 kg | T. Monteiro (PRT) V (0001-0000) | Y. Amarís (COL) V (0100-0000)    | I. Zabludina (RUS) V (0012-0011) | C. Căprioriu (ROU) P (0001-1001) | Bye                  | G. Quintavalle (ITA) V (0100-0001) | non qualificata                |           |
| Kayla Harrison | -78 kg | Bye                             | V. Moskaljuk (RUS) V (1000-0000) | A. Joó (HUN) V (0101-0010)       | M. Aguiar (BRA) V (0101-0000)    | Bye                  | Bye                                | G. Gibbons (GBR) V (0002-0000) |           |

### Lotta
| VT | Vittoria per atterramento                           |
| PP | Vittoria a punti (lo sconfitto con punti tecnici)   |
| PO | Vittoria a punti (lo sconfitto senza punti tecnici) |

#### Libera
Maschile
| Atleta           | Evento  | Qualificazione       | Ottavi                                      | Quarti                               | Semifinali                                    | Ripescaggio Turno 1  | Ripescaggio Turno 2                         | Finale                                    | Pos. |
| Atleta           | Evento  | Avversario Risultato | Avversario Risultato                        | Avversario Risultato                 | Avversario Risultato                          | Avversario Risultato | Avversario Risultato                        | Avversario Risultato                      | Pos. |
| ---------------- | ------- | -------------------- | ------------------------------------------- | ------------------------------------ | --------------------------------------------- | -------------------- | ------------------------------------------- | ----------------------------------------- | ---- |
| Sam Hazewinkel   | -55 kg  | Bye                  | D. Nïyazbekov (KAZ) P 1-3 PP (1-3, 0-2)     | non qualificato                      | non qualificato                               | non qualificato      | non qualificato                             | non qualificato                           | 17º  |
| Coleman Scott    | -60 kg  | Bye                  | Lee S.-c. (KOR) V 3-0 PO (3-0, 3-0)         | M. Zarkua (GEO) V 5-0 VT (1-0, 7F-0) | T. Asgarov (AZE) P 0-3 PP (0-1, 0-4)          | Bye                  | Bye                                         | K. Yumoto (JPN) V 3-1 PP (0-1, 3-0, 3-1)  |      |
| Jared Frayer     | -66 kg  | Bye                  | A. Šabanaŭ (BLR) P 0-3 PO (0-3, 0-1)        | non qualificato                      | non qualificato                               | non qualificato      | non qualificato                             | non qualificato                           | 16º  |
| Jordan Burroughs | -74 kg  | Bye                  | F. Soler (AZE) V 3-0 PO (4-0, 6-0)          | M. Gentry (CAN) V 3-1 PP (2-1, 1-1)  | D. Carguš (RUS) V 3-1 PP (3-1, 0-2, 2-1)      | Bye                  | Bye                                         | S. Goudarzi (IRI) V 3-0 PO (1-0, 1-0)     |      |
| Jake Herbert     | -84 kg  | Bye                  | H. Arencibia (CUB) V 3-1 PP (1-4, 8-0, 1-1) | Ş. Şərifov (AZE) P 1-3 PP (1-4, 0-6) | non qualificato                               | Bye                  | İ. Bölükbaşı (TUR) P 1-3 PP (1-0, 4-1, 4-5) | non qualificato                           | 7º   |
| Jake Varner      | -96 kg  | Bye                  | K. Kurbanov (UZB) V 3-1 PP (1-0, 0-1, 1-0)  | K. Pliev (CAN) V 3-0 PO (1-0, 1-0)   | G. Gogshelidze (GEO) V 3-1 PP (0-2, 1-0, 1-0) | Bye                  | Bye                                         | V. Andrijcev (UKR) V 3-0 PO (1-0, 1-0)    |      |
| Tervel Dlagnev   | -120 kg | Bye                  | E.-D. Ismail (EGY) V 3-1 PP (6-2, 1-0)      | A. Šamaraŭ (BLR) V 3-1 PP (2-0, 3-1) | D. Modzmanashvili (GEO) P 0-5 VT (0-3F-0)     | Bye                  | Bye                                         | K. Ghasemi (IRI) P 1-3 PP (0-4, 1-0, 0-1) | 5º   |

Femminile
| Atleta           | Evento | Qualificazione                        | Ottavi                                       | Quarti               | Semifinali           | Ripescaggio Turno 2  | Ripescaggio Turno 2                     | Finale                               | Pos. |
| Atleta           | Evento | Avversario Risultato                  | Avversario Risultato                         | Avversario Risultato | Avversario Risultato | Avversario Risultato | Avversario Risultato                    | Avversario Risultato                 | Pos. |
| ---------------- | ------ | ------------------------------------- | -------------------------------------------- | -------------------- | -------------------- | -------------------- | --------------------------------------- | ------------------------------------ | ---- |
| Clarissa Chun    | -48 kg | Zhao S. (CHN) V 3-0 PO (5-0, 1-0)     | M. Stadnik (AZE) P 0-3 PO (0-2, 0-3)         | non qualificata      | non qualificata      | Bye                  | I. Matkowska (POL) V 5-0 VT (0-1, 4F-0) | I. Merleni (UKR) V 3-0 PO (1-0, 3-0) |      |
| Kelsey Campbell  | -55 kg | Bye                                   | S. Yoshida (JPN) P 0-3 PO (0-1, 0-1)         | non qualificata      | non qualificata      | Bye                  | Y. Ratkeviç (AZE) P 0-3 PO (0-1, 0-2)   | non qualificata                      | 17ª  |
| Elena Pirozhkova | -63 kg | Bye                                   | A. Grigorjeva (LVA) P 1-3 PP (2-0, 0-5, 0-2) | non qualificata      | non qualificata      | non qualificata      | non qualificata                         | non qualificata                      | 14ª  |
| Ali Bernard      | -72 kg | J. Fransson (SWE) P 1-3 PP (0-3, 1-3) | non qualificata                              | non qualificata      | non qualificata      | non qualificata      | non qualificata                         | non qualificata                      | 13ª  |

#### Greco-Romana
Maschile
| Atleta        | Evento  | Qualificazione                          | Ottavi                                    | Quarti                                    | Semifinali           | Ripescaggio Turno 2                  | Ripescaggio Turno 2                  | Finale               | Pos. |
| Atleta        | Evento  | Avversario Risultato                    | Avversario Risultato                      | Avversario Risultato                      | Avversario Risultato | Avversario Risultato                 | Avversario Risultato                 | Avversario Risultato | Pos. |
| ------------- | ------- | --------------------------------------- | ----------------------------------------- | ----------------------------------------- | -------------------- | ------------------------------------ | ------------------------------------ | -------------------- | ---- |
| Spenser Mango | -55 kg  | M. Abouhalima (EGY) V 3-1 PP (5-1, 1-0) | R. Bayramov (AZE) P 0-3 PO (0-4, 0-4)     | non qualificato                           | non qualificato      | M. Semënov (RUS) P 0-3 PO (0-2, 0-1) | non qualificato                      | non qualificato      | 9º   |
| Ellis Coleman | -60 kg  | I. Angelov (BGR) P 1-3 PP (0-1, 1-7)    | non qualificato                           | non qualificato                           | non qualificato      | non qualificato                      | non qualificato                      | non qualificato      | 14º  |
| Justin Lester | -66 kg  | Bye                                     | T. Fujimura (JPN) V 3-1 PP (3-0, 3-1)     | T. Lőrincz (HUN) P 1-3 PP (2-0, 0-1, 0-2) | non qualificato      | Bye                                  | F. Stäbler (DEU) P 0-3 PO (0-5, 0-5) | non qualificato      | 8º   |
| Ben Provisor  | -74 kg  | A. Bell (CUB) V 3-1 PP (0-3, 1-0, 1-0)  | Z. Datunashvili (GEO) P 0-3 PO (0-1, 0-6) | non qualificato                           | non qualificato      | non qualificato                      | non qualificato                      | non qualificato      | 11º  |
| Chas Betts    | -84 kg  | K. Graham (FSM) V 3-0 PO (6-0, 1-0)     | P. Shorey (CUB) P 0-3 PO (0-1, 0-1)       | non qualificato                           | non qualificato      | non qualificato                      | non qualificato                      | non qualificato      | 9º   |
| Dremiel Byers | -120 kg | Bye                                     | M. Abdullaev (UZB) V 3-0 PO (1-0, 2-0)    | R. Kayaalp (TUR) P 0-3 PO (0-1, 0-1)      | non qualificato      | non qualificato                      | non qualificato                      | non qualificato      | 9º   |

### Nuoto
Maschile
| Atleta | Evento               | Batterie | Batterie   | Semifinali | Semifinali | Finale          | Finale          |
| Atleta | Evento               | Tempo    | Classifica | Tempo      | Classifica | Tempo           | Classifica      |
| --- | -------------------- | -------- | ---------- | ---------- | ---------- | --------------- | --------------- |
| Nathan Adrian | 100 m stile libero   | 48"19    | 1º Q       | 47"97      | 1º Q       | 47"52           |                 |
| Ricky Berens | 200 m stile libero   | 1'47"07  | 8º Q       | 1'46"87    | 9º         | non qualificato | non qualificato |
| Clark Burckle | 200 m rana           | 2'09"55  | 6º Q       | 2'09"13    | 6º Q       | 2'09"25         | 6º              |
| Tyler Clary | 200 m dorso          | 1'56"24  | 1º Q       | 1'54"71    | 1º Q       | 1'53"41         |                 |
| Tyler Clary | 200 m farfalla       | 1'54"96  | 2º Q       | 1'54"93    | 5º Q       | 1'55"06         | 5º              |
| Conor Dwyer | 400 m stile libero   | 3'46"24  | 3º Q       | N.D.       | N.D.       | 3'46"39         | 5º              |
| Anthony Ervin | 50 m stile libero    | 21"83    | 4º Q       | 21"62      | 3º Q       | 21"78           | 5º              |
| Andrew Gemmell                                                                                                   | 1500 m stile libero  | 14'59"05 | 9º         | N.D.       | N.D.       | non qualificato | non qualificato |
| Matt Grevers | 100 m dorso          | 52"92    | 1º Q       | 52"66      | 1º Q       | 52"16           |                 |
| Brendan Hansen                                                                                                   | 100 m rana           | 59"93    | 10º Q      | 59"78      | 8º Q       | 59"49           |                 |
| Connor Jaeger | 1500 m stile libero  | 14'57"56 | 7º Q       | N.D.       | N.D.       | 14'52"99        | 6º              |
| Cullen Jones | 50 m stile libero    | 21"95    | 6º Q       | 21"54      | =1º Q      | 21"54           |                 |
| Cullen Jones | 100 m stile libero   | 48"61    | 9º Q       | 48"60      | 14º        | non qualificato | non qualificato |
| Ryan Lochte | 200 m stile libero   | 1'46"45  | 2º Q       | 1'46"31    | 5º Q       | 1'45"04         | 4º              |
| Ryan Lochte | 200 m dorso          | 1'56"36  | 2º Q       | 1'55"40    | 2º Q       | 1'53"94         |                 |
| Ryan Lochte | 200 m misti          | 1'58"03  | 2º Q       | 1'56"13    | 1º Q       | 1'54"90         |                 |
| Ryan Lochte | 400 m misti          | 4'12"35  | 3º Q       | N.D.       | N.D.       | 4'05"18         |                 |
| Tyler McGill | 100 m farfalla       | 51"95    | 7º Q       | 51"61      | 3º Q       | 51"88           | 7º              |
| Alex Meyer | Maratona 10 km       | N.D.     | N.D.       | N.D.       | N.D.       | 1h 50'48"2      | 10º             |
| Michael Phelps                                                                                                   | 100 m farfalla       | 51"72    | 2º Q       | 50"86      | 1º Q       | 51"21           |                 |
| Michael Phelps                                                                                                   | 200 m farfalla       | 1'55"53  | 5º Q       | 1'54"53    | 4º Q       | 1'53"01         |                 |
| Michael Phelps                                                                                                   | 200 m misti          | 1'58"24  | 4º Q       | 1'57"11    | 3º Q       | 1'54"27         |                 |
| Michael Phelps                                                                                                   | 400 m misti          | 4'13"33  | 8º Q       | N.D.       | N.D.       | 4'09"28         | 4º              |
| Eric Shanteau | 100 m rana           | 59"96    | 11º Q      | 59"96      | 11º        | non qualificato | non qualificato |
| Nick Thoman | 100 m dorso          | 53"48    | 3º Q       | 53"47      | 5º Q       | 52"92           |                 |
| Peter Vanderkaay                                                                                                 | 400 m stile libero   | 3'45"80  | 2º Q       | N.D.       | N.D.       | 3'44"69         |                 |
| Scott Weltz | 200 m rana           | 2'09"67  | 7º Q       | 2'08"99    | 4º Q       | 2'09"02         | 5º              |
| Nathan Adrian Ricky Berens* Jimmy Feigen* Matt Grevers* Cullen Jones Jason Lezak* Ryan Lochte Michael Phelps     | 4×100 m stile libero | 3'12"59  | 2º Q       | N.D.       | N.D.       | 3'10"38         |                 |
| Ricky Berens Conor Dwyer Charlie Houchin* Ryan Lochte Matt McLean Michael Phelps Davis Tarwater*                 | 4×200 m stile libero | 7'06"75  | 1º Q       | N.D.       | N.D.       | 6'59"70         |                 |
| Nathan Adrian Matt Grevers Brendan Hansen Cullen Jones* Tyler McGill* Michael Phelps Eric Shanteau* Nick Thoman* | 4×100 m misti        | 3'32"65  | 1º Q       | N.D.       | N.D.       | 3'29"35         |                 |

Femminile
| Atleta | Evento               | Batterie | Batterie   | Semifinali      | Semifinali      | Finale          | Finale          |
| Atleta | Evento               | Tempo    | Classifica | Tempo           | Classifica      | Tempo           | Classifica      |
| --- | -------------------- | -------- | ---------- | --------------- | --------------- | --------------- | --------------- |
| Cammile Adams | 200 m farfalla       | 2'08"18  | 8ª Q       | 2'07"33         | 3ª Q            | 2'06"78         | 5ª              |
| Haley Anderson | Maratona 10 km       | N.D.     | N.D.       | N.D.            | N.D.            | 1h 57'38"6      |                 |
| Elizabeth Beisel | 200 m dorso          | 2'07"82  | 2ª Q       | 2'06"18         | 1ª Q            | 2'08"95         |                 |
| Elizabeth Beisel | 400 m misti          | 4'31"68  | 1ª Q       | N.D.            | N.D.            | 4'31"27         |                 |
| Rachel Bootsma | 100 m dorso          | 1'00"03  | 11ª Q      | 1'00"04         | 11ª             | non qualificata | non qualificata |
| Claire Donahue | 100 m farfalla       | 58"06    | 7ª Q       | 57"42           | 5ª Q            | 57"48           | 7ª              |
| Missy Franklin | 100 m stile libero   | 54"26    | 10ª Q      | 53"59           | 3ª Q            | 53"64           | 5ª              |
| Missy Franklin | 200 m stile libero   | 1'57"62  | 3ª Q       | 1'57"57         | 4ª Q            | 1'55"82         | 4ª              |
| Missy Franklin | 100 m dorso          | 59"32    | 2ª Q       | 59"12           | 2ª Q            | 58"33           |                 |
| Missy Franklin | 200 m dorso          | 2'07"54  | 1ª Q       | 2'06"84         | 2ª Q            | 2'04"06         |                 |
| Jessica Hardy | 50 m stile libero    | 24"99    | 12ª Q      | 24"68           | 7ª Q            | 24"62           | 7ª              |
| Jessica Hardy | 100 m stile libero   | 54"09    | 8ª Q       | 53"86           | 8ª Q            | 54"02           | 8ª              |
| Kathleen Hersey | 200 m farfalla       | 2'06"41  | 1ª Q       | 2'05"90         | 1ª Q            | 2'05"78         | 4ª              |
| Kara Lynn Joyce | 50 m stile libero    | 25"28    | =16ª       | non qualificata | non qualificata | non qualificata | non qualificata |
| Ariana Kukors | 200 m misti          | 2'11"94  | 7ª Q       | 2'10"08         | 4ª Q            | 2'09"83         | 5ª              |
| Breeja Larson | 100 m rana           | 1'06"58  | 4ª Q       | 1'06"70         | 4ª Q            | 1'06"96         | 6ª              |
| Micah Lawrence | 200 m rana           | 2'24"50  | 4ª Q       | 2'23"39         | 6ª Q            | 2'23"27         | 6ª              |
| Caitlin Leverenz | 200 m misti          | 2'10"63  | 3ª Q       | 2'10"06         | 3ª Q            | 2'08"95         |                 |
| Caitlin Leverenz | 400 m misti          | 4'36"09  | 8ª Q       | N.D.            | N.D.            | 4'35"49         | 6ª              |
| Katie Ledecky | 800 m stile libero   | 8'23"84  | 3ª Q       | N.D.            | N.D.            | 8'14"63         |                 |
| Allison Schmitt | 200 m stile libero   | 1'57"33  | 2ª Q       | 1'56"15         | 2ª Q            | 1'53"61         |                 |
| Allison Schmitt | 400 m stile libero   | 4'03"31  | 2ª Q       | N.D.            | N.D.            | 4'01"77         |                 |
| Rebecca Soni | 100 m rana           | 1'05"75  | 2ª Q       | 1'05"98         | 2ª Q            | 1'05"55         |                 |
| Rebecca Soni | 200 m rana           | 2'21"40  | 1ª Q       | 2'20"00         | 1ª Q            | 2'19"59         |                 |
| Chloe Sutton | 400 m stile libero   | 4'07"07  | 10ª        | N.D.            | N.D.            | non qualificata | non qualificata |
| Dana Vollmer | 100 m farfalla       | 56"25    | 1ª Q       | 56"36           | 1ª Q            | 55"98           |                 |
| Kate Ziegler | 800 m stile libero   | 8'37"38  | 21ª        | N.D.            | N.D.            | non qualificata | non qualificata |
| Natalie Coughlin* Missy Franklin Jessica Hardy Lia Neal Allison Schmitt Amanda Weir                                    | 4×100 m stile libero | 3'36"53  | 2ª Q       | N.D.            | N.D.            | 3'34"24         |                 |
| Alyssa Anderson* Missy Franklin Lauren Perdue* Allison Schmitt Shannon Vreeland Dana Vollmer                           | 4×200 m stile libero | 7'50"75  | 2ª Q       | N.D.            | N.D.            | 7'42"92         |                 |
| Rachel Bootsma* Claire Donahue* Missy Franklin Jessica Hardy* Breeja Larson* Allison Schmitt Rebecca Soni Dana Vollmer | 4×100 m misti        | 3'58"88  | 4ª Q       | N.D.            | N.D.            | 3'52"05         |                 |

*: indica i nuotatori che hanno partecipato solo alle batterie di qualificazione e non alla finale.

### Nuoto sincronizzato
| Atleta                       | Evento | Programma tecnico (Preliminari) | Programma tecnico (Preliminari) | Programma libero (Preliminari) | Programma libero (Preliminari) | Programma libero (Preliminari) | Programma libero (Preliminari) | Programma libero (Finale) | Programma libero (Finale) | Programma libero (Finale) | Programma libero (Finale) |
| Atleta                       | Evento | Punti                           | Classifica                      | Punti                          | Classifica                     | Punti totali                   | Classifica                     | Punti                     | Classifica                | Punti totali              | Classifica                |
| ---------------------------- | ------ | ------------------------------- | ------------------------------- | ------------------------------ | ------------------------------ | ------------------------------ | ------------------------------ | ------------------------- | ------------------------- | ------------------------- | ------------------------- |
| Mary Killman Mariya Koroleva | Duo    | 87,900                          | 10ª                             | 88,270                         | 11ª                            | 176,170                        | 11ª Q                          | 87,770                    | 11ª                       | 175,670                   | 11ª                       |

### Pallacanestro

#### Maschile
Rosa
| N° | Naz.                   | Ruolo | Sportivo          | Anno | Alt.   |  | Squadra di club    |  |
| -- | ---------------------- | ----- | ----------------- | ---- | ------ |  | ------------------ |  |
| 4  | Stati Uniti (bandiera) | C     | Tyson Chandler    | 1982 | 2,16 m |  | N.Y. Knicks        |  |
| 5  | Stati Uniti (bandiera) | AP    | Kevin Durant      | 1988 | 2,06 m |  | Oklahoma Thunder   |  |
| 6  | Stati Uniti (bandiera) | AP    | LeBron James      | 1984 | 2,03 m |  | Miami Heat         |  |
| 7  | Stati Uniti (bandiera) | P     | Russell Westbrook | 1988 | 1,91 m |  | Oklahoma Thunder   |  |
| 8  | Stati Uniti (bandiera) | P     | Deron Williams    | 1984 | 1,91 m |  | Brooklyn Nets      |  |
| 9  | Stati Uniti (bandiera) | G     | Andre Iguodala    | 1984 | 1,98 m |  | Philadelphia 76ers |  |
| 10 | Stati Uniti (bandiera) | G     | Kobe Bryant       | 1978 | 1,98 m |  | L.A. Lakers        |  |
| 11 | Stati Uniti (bandiera) | AG    | Kevin Love        | 1988 | 2,08 m |  | Minnesota T'wolves |  |
| 12 | Stati Uniti (bandiera) | P     | James Harden      | 1989 | 1,96 m |  | Oklahoma Thunder   |  |
| 13 | Stati Uniti (bandiera) | P     | Chris Paul        | 1985 | 1,83 m |  | L.A. Clippers      |  |
| 14 | Stati Uniti (bandiera) | AG    | Anthony Davis     | 1985 | 2,08 m |  | N.O. Hornets       |  |
| 15 | Stati Uniti (bandiera) | AP    | Carmelo Anthony   | 1984 | 2,03 m |  | N.Y. Knicks        |  |

- Allenatore:  Mike Krzyzewski

Fase a gironi - Gruppo A
| Arbitri: | Cristiano Maranho Saša Pukl Michael Aylen |

|                    |          |           |
| Durant 22          | Punti    | 12 Traoré |
| James 8            | Assist   | 3 de Colo |
| Chandler, Durant 9 | Rimbalzi | 9 Turiaf  |

| Arbitri: | Vaughan Charles Mayberry Samir Abaakil Oļegs Latiševs |

|                 |          |                  |
| Ben Romdhane 22 | Punti    | 16 Anthony, Love |
| Kechrid, Rzig 3 | Assist   | 7 Paul           |
| Ben Romdhane 12 | Rimbalzi | 10 Durant        |

| Arbitri: | Juan Arteaga Robert Lottermoser Elena Chernova |

|               |          |               |
| Anthony 37    | Punti    | 27 Diogu      |
| Williams 11   | Assist   | 4 Al-F. Aminu |
| Davis, Love 6 | Rimbalzi | 7 Diogu       |

| Arbitri: | Recep Ankaralı Luigi Lamonica Marcos Fornies Benito |

|                        |          |                   |
| Kleiza 25              | Punti    | 20 Anthony, James |
| Jasikevičius, Pocius 6 | Assist   | 6 Paul            |
| Pocius 7               | Rimbalzi | 8 Love            |

| Arbitri: | Christos Christodoulou Ilija Belošević Stephen Seibel |

|             |          |                  |
| Ginóbili 16 | Punti    | 28 Durant        |
| Campazzo 7  | Assist   | 7 Paul           |
| Ginóbili 5  | Rimbalzi | 9 Iguodala, Love |

| Squadra     | Pt | G | V | P | PF  | PS  | DP   |
| ----------- | -- | - | - | - | --- | --- | ---- |
| Stati Uniti | 10 | 5 | 5 | 0 | 589 | 398 | +191 |
| Francia     | 9  | 5 | 4 | 1 | 376 | 378 | -2   |
| Argentina   | 8  | 5 | 3 | 2 | 448 | 424 | +24  |
| Lituania    | 7  | 5 | 2 | 3 | 395 | 399 | -4   |
| Nigeria     | 6  | 5 | 1 | 4 | 338 | 456 | -118 |
| Tunisia     | 5  | 5 | 0 | 5 | 320 | 411 | -91  |

Quarto di finale
| Arbitri: | Luigi Lamonica Fernando Sampietro Samir Abaakil |

|           |          |          |
| Bryant 20 | Punti    | 26 Mills |
| James 12  | Assist   | 6 Ingles |
| James 14  | Rimbalzi | 8 Ingles |

Semifinale
| Arbitri: | Carl Jungebrand Recep Ankaralı Robert Lottermoser |

|             |          |               |
| Ginóbili 18 | Punti    | 19 Durant     |
| Prigioni 6  | Assist   | 7 James, Paul |
| Delfino 5   | Rimbalzi | 9 Love        |

Finale 1º-2º posto
| Arbitri: | Cristiano Maranho Christos Christodoulou Michael Aylen |

|                                                                                                   |            | |
| Durant 30                                                                                         | Punti      | 24 P. Gasol                                                                                                 |
| James 4                                                                                           | Assist     | 7 P. Gasol                                                                                                  |
| Durant, Love 9                                                                                    | Rimbalzi   | 9 P. Gasol                                                                                                  |
| Chandler, James, Bryant, Durant, Paul Westbrook, Williams, Iguodala, Love, Harden, Anthony, Davis | Formazioni | M. Gasol, P. Gasol, Navarro, Calderón, Fernández Rodríguez, Reyes, Claver, San Emeterio, Llull, Ibaka, Sada |
| Mike Krzyzewski                                                                                   | Allenatori | Sergio Scariolo                                                                                             |

#### Femminile
Rosa
| N° | Naz.                   | Ruolo | Sportivo         | Anno | Alt.   |  | Squadra di club |  |
| -- | ---------------------- | ----- | ---------------- | ---- | ------ |  | --------------- |  |
| 4  | Stati Uniti (bandiera) | G     | Lindsay Whalen   | 1982 | 1,75 m |  | Minnesota Lynx  |  |
| 5  | Stati Uniti (bandiera) | AP    | Seimone Augustus | 1984 | 1,83 m |  | Minnesota Lynx  |  |
| 6  | Stati Uniti (bandiera) | G     | Sue Bird         | 1980 | 1,75 m |  | Seattle Storm   |  |
| 7  | Stati Uniti (bandiera) | A     | Maya Moore       | 1989 | 1,83 m |  | Minnesota Lynx  |  |
| 8  | Stati Uniti (bandiera) | A     | Angel McCoughtry | 1986 | 1,85 m |  | Atlanta Dream   |  |
| 9  | Stati Uniti (bandiera) | A     | Asjha Jones      | 1980 | 1,91 m |  | Connecticut Sun |  |
| 10 | Stati Uniti (bandiera) | A     | Tamika Catchings | 1979 | 1,85 m |  | Indiana Fever   |  |
| 11 | Stati Uniti (bandiera) | A     | Swin Cash        | 1979 | 1,85 m |  | Chicago Sky     |  |
| 12 | Stati Uniti (bandiera) | G     | Diana Taurasi    | 1982 | 1,83 m |  | Phoenix Mercury |  |
| 13 | Stati Uniti (bandiera) | C     | Sylvia Fowles    | 1985 | 1,98 m |  | Chicago Sky     |  |
| 14 | Stati Uniti (bandiera) | C     | Tina Charles     | 1988 | 1,93 m |  | Connecticut Sun |  |
| 15 | Stati Uniti (bandiera) | AG    | Candace Parker   | 1986 | 1,93 m |  | L.A. Sparks     |  |

- Allenatore:  Geno Auriemma

Fase a gironi - Gruppo A
| Arbitri: | Juan Arteaga Oļegs Latiševs Snehal Bendke |

|            |          |             |
| Charles 14 | Punti    | 22 Ivezić   |
| Bird 5     | Assist   | 5 Lelas     |
| Parker 13  | Rimbalzi | 7 Ivanković |

| Arbitri: | Carole Delauné Marcos Benito Robert Lottermoser |

|                    |          |           |
| Guadalupe 11       | Punti    | 14 Parker |
| Manuel 2           | Assist   | 5 Bird    |
| Manuel, Maurício 6 | Rimbalzi | 12 Parker |

| Arbitri: | Michael Aylen Stephen Seibel Peng Ling |

|                  |          |                            |
| McCoughtry 18    | Punti    | 11 Hollingsworth, Vardarlı |
| Bird 4           | Assist   | 3 Alben, Vardarlı          |
| tre giocatrici 7 | Rimbalzi | 8 Hollingsworth            |

| Arbitri: | Elena Chernova Marcos Benito Vitalis Gode |

|                      |          |            |
| Zrůstová 15          | Punti    | 18 Taurasi |
| Kateřina Bartoňová 3 | Assist   | 9 Bird     |
| Pecková 5            | Rimbalzi | 15 Charles |

| Arbitri: | Guerrino Cerebuch Boris Ryžik Carole Delauné |

|                      |          |             |
| Song 15              | Punti    | 22 Taurasi  |
| Miao 8               | Assist   | 7 Catchings |
| quattro giocatrici 3 | Rimbalzi | 7 Moore     |

| Squadra     | P.ti | G | V | P | PF  | PS  | DP   |
| ----------- | ---- | - | - | - | --- | --- | ---- |
| Stati Uniti | 10   | 5 | 5 | 0 | 462 | 279 | +183 |
| Turchia     | 9    | 5 | 4 | 1 | 343 | 316 | +27  |
| Cina        | 8    | 5 | 3 | 2 | 346 | 363 | -17  |
| Rep. Ceca   | 7    | 5 | 2 | 3 | 346 | 332 | +14  |
| Croazia     | 6    | 5 | 1 | 4 | 324 | 379 | -55  |
| Angola      | 5    | 5 | 0 | 5 | 243 | 395 | -152 |

Quarto di finale
| Arbitri: | Guerrino Cerebuch Shoko Suguro Vitalis Gode |

|                 |          |            |
| Taurasi 15      | Punti    | 13 Smith   |
| Bird 5          | Assist   | 5 Phillips |
| Moore, Parker 7 | Rimbalzi | 8 Phillips |

Semifinale
| Arbitri: | Ilija Belošević Boris Ryžik Snehal Bendke |

|            |          |                     |
| Cambage 19 | Punti    | 14 Charles, Taurasi |
| Jarry 5    | Assist   | 4 Charles           |
| Jackson 17 | Rimbalzi | 10 Charles          |

Finale 1º-2º posto
| Arbitri: | Fernando Sampietro Elena Chernova Ling Peng |

|           |          |                       |
| Parker 21 | Punti    | 12 Gruda, Lawson-Wade |
| Taurasi 6 | Assist   | 3 Dumerc              |
| Parker 11 | Rimbalzi | 8 Ndongue             |

### Pallanuoto

#### Maschile
Rosa
| N° | Naz.                   | Ruolo | Sportivo       | Anno | Alt.   | Peso   | Squadra di club |  |
| -- | ---------------------- | ----- | -------------- | ---- | ------ | ------ | --------------- |  |
| 1  | Stati Uniti (bandiera) | P     | Merrill Moses  | 1977 | 1,91 m | 98 kg  | New York A.C.   |  |
| 2  | Stati Uniti (bandiera) | A     | Peter Varellas | 1984 | 1,91 m | 88 kg  | Olympic Club    |  |
| 3  | Stati Uniti (bandiera) | D     | Peter Hudnut   | 1980 | 1,96 m | 102 kg | New York A.C.   |  |
| 4  | Stati Uniti (bandiera) | D     | Jeff Powers    | 1980 | 2,01 m | 118 kg | Newport         |  |
| 5  | Stati Uniti (bandiera) | A     | Adam Wright    | 1977 | 1,91 m | 88 kg  | New York A.C.   |  |
| 6  | Stati Uniti (bandiera) | A     | Shea Buckner   | 1986 | 1,93 m | 98 kg  | New York A.C.   |  |
| 7  | Stati Uniti (bandiera) | D     | Layne Beaubien | 1976 | 1,96 m | 100 kg | New York A.C.   |  |
| 8  | Brasile (bandiera)     | A     | Tony Azevedo   | 1981 | 1,85 m | 91 kg  | New York A.C.   |  |
| 9  | Stati Uniti (bandiera) | CB    | Ryan Bailey    | 1975 | 1,96 m | 111 kg | Newport         |  |
| 10 | Stati Uniti (bandiera) | D     | Tim Hutten     | 1985 | 1,96 m | 100 kg | Newport         |  |
| 11 | Stati Uniti (bandiera) | D     | Jesse Smith    | 1983 | 1,93 m | 104 kg | New York A.C.   |  |
| 12 | Stati Uniti (bandiera) | CB    | John Mann      | 1985 | 1,98 m | 113 kg | New York A.C.   |  |
| 13 | Stati Uniti (bandiera) | P     | Chay Lapin     | 1987 | 1,96 m | 93 kg  | New York A.C.   |  |

- Allenatore:  Terry Schroeder
- Assistenti: Marco Palazzo, Robert Lynn

Fase a gironi - Gruppo B
| Arbitri: | Georgios Stavridis Daniel Flahive |

|                                                          |           |                                                                  |
| V. Pasković V. Gojković D. Brguljan A. Ivović A. Radović | Marcatori | A. Wright T. Azevedo R. Bailey P. Varellas T. Hutten L. Beaubien |

| Arbitri: | Dragan Štampalija Massimiliano Caputi |

|                                                    |           |                                                  |
| T. Azevedo P. Varellas J. Mann A. Wright R. Bailey | Marcatori | A. Iosep K. Kadar C. Radu A. Ghiban R. Georgescu |

| Arbitri: | Cory Williams Ni Shiwei |

|                                        |           |                                                                         |
| C. James R. Parker C. Figes J. Vincent | Marcatori | R. Bailey T. Azevedo J. Powers P. Varellas S. Buckner J. Mann A. Wright |

| Arbitri: | Sergio Borrell Massimiliano Caputi |

|                                                                                               |           |                                                      |
| V. Udovičić F. Filipović D. Pijetlović A. Prlainović M. Aleksić Ž. Gocić S. Nikić S. Mitrović | Marcatori | R. Bailey T. Azevedo T. Hutten J. Powers P. Varellas |

| Arbitri: | Daniel Flahive Georgios Stavridis |

|                                                                                     |           |                                                             |
| T. Varga N. Hosnyánszky N. Madaras Á. Steinmetz G. Kiss P. Biros M. Szivós T. Kásás | Marcatori | T. Azevedo J. Powers P. Hudnut J. Mann L. Beaubien J. Smith |

| Pos. | Squadra       | Pt | G | V | N | P | GF | GS | DR  |
| ---- | ------------- | -- | - | - | - | - | -- | -- | --- |
| 1    | Serbia        | 9  | 5 | 4 | 1 | 0 | 69 | 38 | +31 |
| 2    | Montenegro    | 7  | 5 | 3 | 1 | 1 | 54 | 41 | +13 |
| 3    | Ungheria      | 6  | 5 | 3 | 0 | 2 | 65 | 52 | +13 |
| 4    | Stati Uniti   | 6  | 5 | 3 | 0 | 2 | 43 | 44 | -1  |
| 5    | Romania       | 2  | 5 | 1 | 0 | 4 | 48 | 55 | -7  |
| 6    | Gran Bretagna | 0  | 5 | 0 | 0 | 5 | 28 | 77 | -49 |

Quarti di finale
| Arbitri: | Massimiliano Caputi György Juhász |

|                                               |           |                       |
| S. Sukno S. Barač D. Burić Bošković Obradović | Marcatori | R. Bailey P. Varellas |

Semifinali 5º - 8º posto
| Arbitri: | Mario Brguljan György Juhász |

|                                                   |           |                                                        |
| R. Bailey T. Azevedo Powers A. Wright L. Beaubien | Marcatori | M. Minguell F. Perrone G. Molina I. Pérez B. Mallarach |

Finale 7º posto
| Arbitri: | Dragan Štampalija Ulrich Spiegel |

|                                                     |           |                                                                  |
| J. Smith R. Bailey T. Hutten P. Varellas T. Azevedo | Marcatori | R. Howden T. Whalan B. Miller R. Campbell J. Beadsworth G. Woods |

- Stati Uniti - Posizione nella classifica finale: 8º posto

#### Femminile
Rosa
| N° | Naz.                   | Ruolo | Sportivo           | Anno | Alt.   | Peso   | Squadra di club   |  |
| -- | ---------------------- | ----- | ------------------ | ---- | ------ | ------ | ----------------- |  |
| 1  | Stati Uniti (bandiera) | P     | Betsey Armstrong   | 1983 | 1,88 m | 77 kg  | New York A.C.     |  |
| 2  | Stati Uniti (bandiera) | A     | Heather Petri      | 1978 | 1,80 m | 73 kg  | New York A.C.     |  |
| 3  | Stati Uniti (bandiera) | D     | Melissa Seidemann  | 1990 | 1,83 m | 104 kg | Stanford Cardinal |  |
| 4  | Stati Uniti (bandiera) | A     | Brenda Villa       | 1980 | 1,63 m | 69 kg  | Olympic Club      |  |
| 5  | Stati Uniti (bandiera) | CV    | Lauren Wenger      | 1984 | 1,91 m | 77 kg  | New York A.C.     |  |
| 6  | Stati Uniti (bandiera) | D     | Maggie Steffens    | 1993 | 1,75 m | 70 kg  | Diablo            |  |
| 7  | Stati Uniti (bandiera) | A     | Courtney Mathewson | 1986 | 1,70 m | 71 kg  | New York A.C.     |  |
| 8  | Stati Uniti (bandiera) | D     | Jessica Steffens   | 1987 | 1,83 m | 75 kg  | New York A.C.     |  |
| 9  | Stati Uniti (bandiera) | D     | Elsie Windes       | 1985 | 1,78 m | 70 kg  | Tualatin Hills    |  |
| 10 | Stati Uniti (bandiera) | A     | Kelly Rulon        | 1984 | 1,78 m | 61 kg  | New York A.C.     |  |
| 11 | Stati Uniti (bandiera) | CB    | Annika Dries       | 1992 | 1,85 m | 88 kg  | SET               |  |
| 12 | Stati Uniti (bandiera) | CB    | Kami Craig         | 1987 | 1,80 m | 88 kg  | Santa Barbara     |  |
| 13 | Stati Uniti (bandiera) | P     | Anae Tumuaialii    | 1988 | 1,80 m | 70 kg  | USC Trojans       |  |

- Allenatore:  Adam Krikorian

Fase a gironi - Gruppo A
| Arbitri: | Brian Littlejohn Denis Danelon |

|                                                                   |           |                                                     |
| R. Drávucz B. Bujka G. Szűcs I. Tóth D. Antal O. Takács D. Csabai | Marcatori | M. Steffens B. Villa K. Rulon C. Mathewson K. Craig |

| Arbitri: | Marie Deslieres Anton Bervoets |

|                                                  |           |                                                                  |
| J. Pareja L. López A. Espar M. García R. Tarragó | Marcatori | B. Villa K. Craig M. Steffens M. Seidemann C. Mathewson A. Dries |

| Arbitri: | Daniel Flahive Mario Brguljan |

|                                   |           |                                                  |
| Sun Yujun Sun Yating Sun H. Ma H. | Marcatori | E. Windes K. Rulon B. Villa M. Steffens A. Dries |

| Pos. | Squadra     | Pt | G | V | N | P | GF | GS | DR |
| ---- | ----------- | -- | - | - | - | - | -- | -- | -- |
| 1    | Spagna      | 5  | 3 | 2 | 1 | 0 | 33 | 26 | +7 |
| 2    | Stati Uniti | 5  | 3 | 2 | 1 | 0 | 30 | 28 | +2 |
| 3    | Ungheria    | 2  | 3 | 1 | 0 | 2 | 35 | 37 | -2 |
| 4    | Cina        | 0  | 3 | 0 | 0 | 3 | 22 | 29 | -7 |

Quarti di finale
| Arbitri: | Adrian Alexandrescu Mihajlo Ćirić |

|                                                         |           |                                              |
| B. Villa M. Steffens K. Rulon M. Seidemann C. Mathewson | Marcatori | T. Di Mario F. Radicchi R. Bianconi A. Cotti |

Semifinali
| Arbitri: | Ulrich Spiegel Marie Desliéres |

|                                                                      |           |                                                         |
| K. Craig M. Seidemann M. Steffens J. Steffens C. Mathewson L. Wenger | Marcatori | A. Southern G. Ralph R. Webster G. Beadsworth N. Zagame |

Finale
| Arbitri: | Marie Desliéres Georgios Stavridis |

|                    |           |                                            |
| J. Pareja A. Espar | Marcatori | B. Villa M. Steffens H. Petri M. Seidemann |

### Pallavolo/Beach volley

#### Beach volley

##### Maschile

###### Coppia Dalhausser - Rogers
Rosa
|  | Naz.                   |  | Sportivo        | Anno | Alt.   |  |
|  | ---------------------- |  | --------------- | ---- | ------ |  |
|  | Stati Uniti (bandiera) |  | Phil Dalhausser | 1980 | 2,06 m |  |
|  | Stati Uniti (bandiera) |  | Todd Rogers     | 1973 | 1,88 m |  |

Fase a gironi - Girone B
| Londra 29 luglio 2012, ore 22:00 BST | Rogers-Dalhausser            | 2 – 0 (21-16; 21-16) referto | Asahi-Shiratori | Horse Guards Parade\| Arbitri: \| Damien Searle Richard Casutt \| |
| Arbitri:                             | Damien Searle Richard Casutt |                              |                 |                                                                   |

| Londra 31 luglio 2012, ore 21:00 BST | Rogers-Dalhausser         | 2 – 1 (18-21; 21-16; 15-13) referto | Herrera-Gavira | Horse Guards Parade\| Arbitri: \| Marc Berard Damien Searle \| |
| Arbitri:                             | Marc Berard Damien Searle |                                     |                |                                                                |

| Londra 2 agosto 2012, ore 21:00 BST | Rogers-Dalhausser                       | 2 – 0 (21-13; 21-15) referto | Beneš-Kubala | Horse Guards Parade\| Arbitri: \| Jonas Personeni Darryl Lawrence Friesen \| |
| Arbitri:                            | Jonas Personeni Darryl Lawrence Friesen |                              |              |                                                                              |

| Pos. | Coppie            | Pt | G | V | P | Sv | Sp | Sr    | Pv  | Pp  | Pr    |
| ---- | ----------------- | -- | - | - | - | -- | -- | ----- | --- | --- | ----- |
| 1    | Rogers-Dalhausser | 6  | 3 | 3 | 0 | 6  | 1  | 6.000 | 138 | 110 | 1.255 |
| 2    | Herrera-Gavira    | 5  | 3 | 2 | 1 | 5  | 2  | 2.500 | 139 | 132 | 1.053 |
| 3    | Beneš-Kubala      | 4  | 3 | 1 | 2 | 2  | 5  | 0.400 | 120 | 128 | 0.938 |
| 4    | Asahi-Shiratori   | 3  | 3 | 0 | 3 | 1  | 6  | 0.167 | 111 | 138 | 0.804 |

Ottavo di finale
| Londra 3 agosto 2012, ore 18:00 BST | Nicolai-Lupo                     | 2 – 0 (21-17; 21-19) referto | Rogers-Dalhausser | Horse Guards Parade\| Arbitri: \| Rui Miranda Carvalho Marc Berard \| |
| Arbitri:                            | Rui Miranda Carvalho Marc Berard |                              |                   |                                                                       |

 Coppia Rogers-Dalhausser: Eliminata - Posizione nella classifica finale: 9º posto pari merito con  Svizzera  Norvegia  Russia  Spagna  Lettonia e  Germania
Rosa
|  | Naz.                   |  | Sportivo       | Anno | Alt.   |  |
|  | ---------------------- |  | -------------- | ---- | ------ |  |
|  | Stati Uniti (bandiera) |  | Jake Gibb      | 1976 | 2,01 m |  |
|  | Stati Uniti (bandiera) |  | Sean Rosenthal | 1980 | 1,91 m |  |

Fase a gironi - Girone D
| Londra 28 luglio 2012, ore 22:00 BST | Gibb-Rosenthal                   | 2 – 0 (21-10; 21-11) referto | Chiya-Goldschmidt | Horse Guards Parade\| Arbitri: \| Osvaldo Sumavil Catriona Tweedie \| |
| Arbitri:                             | Osvaldo Sumavil Catriona Tweedie |                              |                   |                                                                       |

| Londra 30 luglio 2012, ore 21:00 BST | Gibb-Rosenthal | 0 – 2 (17-12; 18-21) referto | Fijałek-Prudel | Horse Guards Parade |

| Londra 1º agosto 2012, ore 16:30 BST | Gibb-Rosenthal                               | 2 – 0 (21-10; 21-16) referto | Samoilovs-Sorokins | Horse Guards Parade\| Arbitri: \| Darryl Lawrence Friesen Rui Miranda Carvalho \| |
| Arbitri:                             | Darryl Lawrence Friesen Rui Miranda Carvalho |                              |                    |                                                                                   |

| Pos. | Coppie             | Pt | G | V | P | Sv | Sp | Sr    | Pv  | Pp  | Pr    |
| ---- | ------------------ | -- | - | - | - | -- | -- | ----- | --- | --- | ----- |
| 1    | Fijałek-Prudel     | 5  | 3 | 2 | 1 | 5  | 2  | 2.500 | 132 | 115 | 1.148 |
| 2    | Gibb-Rosenthal     | 5  | 3 | 2 | 1 | 4  | 2  | 2.000 | 119 | 89  | 1.337 |
| 3    | Samoilovs-Sorokins | 5  | 3 | 2 | 1 | 4  | 3  | 1.333 | 116 | 113 | 1.027 |
| 4    | Chiya-Goldschmidt  | 3  | 3 | 0 | 3 | 0  | 6  | 0.000 | 76  | 126 | 0.603 |

Ottavo di finale
| Londra 4 agosto 2012, ore 22:00 BST | Semënov-Prokop'ev                   | 0 – 2 (14-21; 20-22) referto | Gibb-Rosenthal | Horse Guards Parade\| Arbitri: \| Leijun Wang Darryl Lawrence Friesen \| |
| Arbitri:                            | Leijun Wang Darryl Lawrence Friesen |                              |                |                                                                          |

Quarto di finale
| Londra 6 agosto 2012, ore 19:00 BST | Pļaviņš-Šmēdiņš                       | 2 – 1 (19-21; 21-18; 15-11) referto | Gibb-Rosenthal | Horse Guards Parade\| Arbitri: \| Jonas Personeni José Padron Hernandez \| |
| Arbitri:                            | Jonas Personeni José Padron Hernandez |                                     |                |                                                                            |

 Coppia Gibb-Rosenthal: Eliminata - Posizione nella classifica finale: 5º posto pari merito con  Brasile  Italia e  Polonia

##### Femminile

###### Coppia Kessy - Ross
Rosa
|  | Naz.                   |  | Sportivo       | Anno | Alt.   |  |
|  | ---------------------- |  | -------------- | ---- | ------ |  |
|  | Stati Uniti (bandiera) |  | Jennifer Kessy | 1977 | 1,83 m |  |
|  | Stati Uniti (bandiera) |  | April Ross     | 1982 | 1,85 m |  |

Fase a gironi - Girone D
| Londra 29 luglio 2012, ore 21:00 BST | Kessy-Ross                   | 2 – 0 (21-11; 21-18) referto | Gallay-Zonta | Horse Guards Parade\| Arbitri: \| Leijun Wang Catriona Tweedie \| |
| Arbitri:                             | Leijun Wang Catriona Tweedie |                              |              |                                                                   |

| Londra 31 luglio 2012, ore 23:00 BST | Kessy-Ross                  | 2 – 1 (21-15; 12-21; 15-8) referto | van Iersel-Keizer | Horse Guards Parade\| Arbitri: \| Jonas Personeni Leijun Wang \| |
| Arbitri:                             | Jonas Personeni Leijun Wang |                                    |                   |                                                                  |

| Londra 2 agosto 2012, ore 16:30 BST | Kessy-Ross                        | 2 – 1 (21-19; 19-21; 19-17) referto | Liliana-Baquerizo | Horse Guards Parade\| Arbitri: \| CASUTT Richard Casutt Leijun Wang \| |
| Arbitri:                            | CASUTT Richard Casutt Leijun Wang |                                     |                   |                                                                        |

| Pos. | Coppie            | Pt | G | V | P | Sv | Sp | Sr    | Pv  | Pp  | Pr    |
| ---- | ----------------- | -- | - | - | - | -- | -- | ----- | --- | --- | ----- |
| 1    | Kessy-Ross        | 6  | 3 | 3 | 0 | 6  | 2  | 3.000 | 149 | 131 | 1.137 |
| 2    | Liliana-Baquerizo | 5  | 3 | 2 | 1 | 5  | 3  | 1.667 | 149 | 143 | 1.042 |
| 3    | van Iersel-Keizer | 4  | 3 | 1 | 2 | 4  | 4  | 1.000 | 134 | 126 | 1.063 |
| 4    | Gallay-Zonta      | 3  | 3 | 0 | 3 | 0  | 6  | 0.000 | 93  | 126 | 0.738 |

Ottavo di finale
| Londra 3 agosto 2012, ore 17:00 BST | Kuhn-Zumkehr                   | 0 – 2 (15-21; 19-21) referto | Kessy-Ross | Horse Guards Parade\| Arbitri: \| Damien Searle Catriona Tweedie \| |
| Arbitri:                            | Damien Searle Catriona Tweedie |                              |            |                                                                     |

Quarto di finale
| Londra 5 agosto 2012, ore 22:00 BST | Sluková-Kolocová                             | 0 – 2 (23-25; 18-21) referto | Kessy-Ross | Horse Guards Parade\| Arbitri: \| Rui Miranda Carvalho Darryl Lawrence Friesen \| |
| Arbitri:                            | Rui Miranda Carvalho Darryl Lawrence Friesen |                              |            |                                                                                   |

Semifinale
| Londra 7 agosto 2012, ore 21:00 BST | Kessy-Ross                | 2 – 1 (15-21; 21-19; 15-12) referto | Larissa-Juliana | Horse Guards Parade\| Arbitri: \| Damien Searle Marc Berard \| |
| Arbitri:                            | Damien Searle Marc Berard |                                     |                 |                                                                |

Finale
| Londra 8 agosto 2012, ore 21:00 BST | May-Treanor-Walsh                                    | 2 – 0 (21-16;21:16) referto | Kessy-Ross | Horse Guards Parade\| Arbitri: \| Maria Paes Villas-Boas da Fonse Agnieszka Myszkowska \| |
| Arbitri:                            | Maria Paes Villas-Boas da Fonse Agnieszka Myszkowska |                             |            |                                                                                           |

###### Coppia May-Treanor - Walsh
Rosa
|  | Naz.                   |  | Sportivo          | Anno | Alt.   |  |
|  | ---------------------- |  | ----------------- | ---- | ------ |  |
|  | Stati Uniti (bandiera) |  | Misty May-Treanor | 1977 | 1,75 m |  |
|  | Stati Uniti (bandiera) |  | Kerri Walsh       | 1978 | 1,91 m |  |

Fase a gironi - Girone C
| Londra 28 luglio 2012, ore 23:00 BST | May-Treanor-Walsh                          | 2 – 0 (21-18; 21-19) referto | Cook-Hinchley | Horse Guards Parade\| Arbitri: \| Amina Abdou Elsergany Gregory Ray Thompson \| |
| Arbitri:                             | Amina Abdou Elsergany Gregory Ray Thompson |                              |               |                                                                                 |

| Londra 30 luglio 2012, ore 23:00 BST | May-Treanor-Walsh                     | 2 – 0 (21-14; 21-19) referto | Sluková-Kolocová | Horse Guards Parade\| Arbitri: \| Jonas Personeni Amina Abdou Elsergany \| |
| Arbitri:                             | Jonas Personeni Amina Abdou Elsergany |                              |                  |                                                                            |

| Londra 1º agosto 2012, ore 23:00 BST | May-Treanor-Walsh                   | 2 – 1 (17-21; 21-8; 15-10) referto | D. Schwaiger-S. Schwaiger | Horse Guards Parade\| Arbitri: \| Richard Casutt Gregory Ray Thompson \| |
| Arbitri:                             | Richard Casutt Gregory Ray Thompson |                                    |                           |                                                                          |

| Pos. | Coppie                    | Pt | G | V | P | Sv | Sp | Sr    | Pv  | Pp  | Pr    |
| ---- | ------------------------- | -- | - | - | - | -- | -- | ----- | --- | --- | ----- |
| 1    | May-Treanor-Walsh         | 6  | 3 | 3 | 0 | 6  | 1  | 6.000 | 137 | 109 | 1.257 |
| 2    | Sluková-Kolocová          | 5  | 3 | 2 | 1 | 4  | 4  | 1.000 | 133 | 137 | 0.971 |
| 3    | D. Schwaiger-S. Schwaiger | 4  | 3 | 1 | 2 | 4  | 4  | 1.000 | 141 | 150 | 0.940 |
| 4    | Cook-Hinchley             | 3  | 3 | 0 | 3 | 2  | 6  | 0.333 | 136 | 151 | 0.901 |

Ottavo di finale
| Londra 4 agosto 2012, ore 21:00 BST | May-Treanor-Walsh                                    | 2 – 0 (21-13; 21-12) referto | van Iersel-Keizer | Horse Guards Parade\| Arbitri: \| Maria Paes Villas-Boas da Fonse Rui Miranda Carvalho \| |
| Arbitri:                            | Maria Paes Villas-Boas da Fonse Rui Miranda Carvalho |                              |                   |                                                                                           |

Quarto di finale
| Londra 5 agosto 2012, ore 19:00 BST | May-Treanor-Walsh         | 2 – 0 (21-13; 21-13) referto | Cicolari-Menegatti | Horse Guards Parade\| Arbitri: \| Damien Searle Marc Berard \| |
| Arbitri:                            | Damien Searle Marc Berard |                              |                    |                                                                |

Semifinale
| Londra 7 agosto 2012, ore 18:00 BST | May-Treanor-Walsh                   | 2 – 0 (22-20; 22-20) referto | Zhang-Xue | Horse Guards Parade\| Arbitri: \| Richard Casutt Agnieszka Myszkowska \| |
| Arbitri:                            | Richard Casutt Agnieszka Myszkowska |                              |           |                                                                          |

Finale
| Londra 8 agosto 2012, ore 21:00 BST | May-Treanor-Walsh                                    | 2 – 0 (21-16;21:16) referto | Kessy-Ross | Horse Guards Parade\| Arbitri: \| Maria Paes Villas-Boas da Fonse Agnieszka Myszkowska \| |
| Arbitri:                            | Maria Paes Villas-Boas da Fonse Agnieszka Myszkowska |                             |            |                                                                                           |

#### Pallavolo

##### Torneo maschile
Rosa
| N° | Nome              | Ruolo | Data di nascita  | Squadra            |
| -- | ----------------- | ----- | ---------------- | ------------------ |
| -  | Alan Knipe        | All   | -                | -                  |
| 1  | Matthew Anderson  | S     | 18 aprile 1987   | Modena             |
| 2  | Sean Rooney       | S     | 13 novembre 1982 | Gabeca             |
| 4  | David Lee         | C     | 8 marzo 1982     | Dinamo Mosca       |
| 5  | Richard Lambourne | L     | 6 maggio 1975    | Stati Uniti        |
| 6  | Paul Lotman       | S     | 3 ottobre 1985   | Asseco Resovia     |
| 7  | Donald Suxho      | P     | 21 febbraio 1976 | Treviso            |
| 8  | William Priddy    | S     | 1º ottobre 1977  | Zenit-Kazan        |
| 11 | Brian Thornton    | P     | 22 aprile 1985   | Jastrzębski Węgiel |
| 12 | Russell Holmes    | C     | 1º luglio 1982   | Jastrzębski Węgiel |
| 13 | Clayton Stanley   | O     | 20 gennaio 1978  | Ural               |
| 16 | David McKienzie   | O     | 5 luglio 1979    | Kuwait SC          |
| 20 | David Smith       | C     | 15 maggio 1985   | Tours              |

Prima fase - Girone B
| Arbitri: | Béla Hóbor Denny Cespedes |

|                                          |       |                                                  |
| M. Anderson 18 C. Stanley 13 W. Priddy 9 | Punti | 13 M. Podraščanin 12 A. Atanasijević 10 M. Nikić |

| Arbitri: | Nasr Shaaban Rolando Cholakian |

|                                                               |       |                                        |
| C. Stanley 16 M. Anderson 15 R. Holmes 9 D. Lee 8 W. Priddy 8 | Punti | 12 G. Grozer 7 M. Böhme 6 D. Kaliberda |

| Arbitri: | Frans Loderus Jose Velez |

|                                                          |       |                                                                |
| L. Vissotto 15 M. Endres 12 L. Saatkamp 11 W. de Souza 8 | Punti | 19 C. Stanley 17 W. Priddy 14 M. Anderson 9 D. Lee 9 R. Holmes |

| Arbitri: | Béla Hóbor Rolando Cholakian |

|                                                             |       |                                                     |
| M. Michajlov 27 S. Tetjuchin 21 A. Volkov 16 D. Il'inych 10 | Punti | 18 M. Anderson 14 C. Stanley 12 D. Lee 11 W. Priddy |

| Arbitri: | Georgios Karampetsos Mitchell Davidson |

|                                                         |       |                        |
| D. McKienzie 17 S. Rooney 12 M. Anderson 10 R. Holmes 9 | Punti | 9 I. Moalla 8 H. Kaabi |

| Pos | Nazione     | Punti | Partite | Partite | Partite | Set   | Set   | Ratio | Punti | Punti  | Ratio |
| Pos | Nazione     | Punti | Giocate | Vinte   | Perse   | Vinti | Persi | Ratio | Fatti | Subiti | Ratio |
| --- | ----------- | ----- | ------- | ------- | ------- | ----- | ----- | ----- | ----- | ------ | ----- |
| 1   | Stati Uniti | 13    | 5       | 4       | 1       | 14    | 4     | 3,500 | 427   | 370    | 1,154 |
| 2   | Brasile     | 11    | 5       | 4       | 1       | 13    | 5     | 2,600 | 427   | 370    | 1,103 |
| 3   | Russia      | 11    | 5       | 4       | 1       | 12    | 5     | 2,400 | 408   | 352    | 1,159 |
| 4   | Germania    | 5     | 5       | 2       | 3       | 6     | 11    | 0,545 | 379   | 388    | 0,977 |
| 5   | Serbia      | 5     | 5       | 1       | 4       | 7     | 13    | 0,538 | 413   | 455    | 0,908 |
| 6   | Tunisia     | 0     | 5       | 0       | 5       | 1     | 15    | 0,067 | 294   | 395    | 0,744 |

Quarti di finale
| Arbitri: | Ning Wang Georgios Karampetsos |

|                                                              |       |                                        |
| C. Stanley 16 W. Priddy 8 M. Anderson 7 D. Lee 7 R. Holmes 7 | Punti | 19 C. Savani 16 I. Zaytsev 10 M. Łasko |

 Stati Uniti eliminata ai quarti di finale. Posizione nella classifica finale: 5º posto pari merito con le squadre di  Argentina  Germania e  Polonia

##### Torneo femminile
Rosa
| N° | Nome              | Ruolo | Data di nascita  | Nazionalità sportiva |
| -- | ----------------- | ----- | ---------------- | -------------------- |
| -  | Hugh McCutcheon   | All   | 18 ottobre 1969  | -                    |
| 2  | Danielle Scott    | C     | 1º ottobre 1972  | São Bernardo         |
| 3  | Tayyiba Haneef    | S/O   | 23 marzo 1979    | İqtisadçı            |
| 4  | Lindsey Berg      | P     | 16 luglio 1980   | Villa Cortese        |
| 5  | Tamari Miyashiro  | L     | 8 luglio 1987    | BKS                  |
| 6  | Nicole Davis      | L     | 24 aprile 1982   | River                |
| 10 | Jordan Larson     | S     | 16 ottobre 1986  | Dinamo-Kazan         |
| 11 | Megan Hodge       | S     | 15 ottobre 1988  | Atom Trefl Sopot     |
| 13 | Christa Harmotto  | C     | 12 ottobre 1986  | Universal Modena     |
| 15 | Logan Tom         | S     | 25 maggio 1981   | Fenerbahçe           |
| 16 | Foluke Akinradewo | C     | 5 ottobre 1987   | Dinamo Krasnodar     |
| 17 | Courtney Thompson | P     | 4 novembre 1984  | Lancheras de Cataño  |
| 19 | Destinee Hooker   | S/O   | 7 settembre 1987 | Osasco               |

Prima fase - Girone B
| Arbitri: | Janpen Jirakakul Georgios Karampetsos |

|                                                           |       |                                          |
| D. Hooker 21 J. Larson 16 F. Akinradewo 15 C. Harmotto 10 | Punti | 29 Y.-K. Kim 12 S.-Y. Han 12 Y.-J. Hwang |

| Arbitri: | Akihiko Tano Andrey Zenovich |

|                                                     |       |                                                                          |
| D. Hooker 23 J. Larson 18 L. Tom 12 F. Akinradewo 9 | Punti | 15 S. de Castro 11 T. de Menezes 10 F. Claudino 10 P. Pequeno 9 F. Garay |

| Arbitri: | Rolando Cholakian Jose Mercado |

|                                                    |       |                                   |
| D. Hooker 22 M. Hodge 18 F. Akinradewo 10 L. Tom 9 | Punti | 10 Zeng C. 9 C. Jinling 9 Yang J. |

| Arbitri: | Karin Zahorcova Susana Rodríguez |

|                                         |       |                                             |
| D. Hooker 19 L. Tom 12 F. Akinradewo 11 | Punti | 13 B. Mihajlović 8 J. Brakočević 8 M. Rašić |

| Arbitri: | Susana Rodríguez Ibrahim Al-Naama |

|                                                         |       |                                    |
| D. Hooker 19 F. Akinradewo 15 J. Larson 9 C. Harmotto 9 | Punti | 14 N. Özsoy 11 N. Demir 9 B. Cansu |

| Pos | Nazione       | Punti | Partite | Partite | Partite | Set   | Set   | Ratio | Punti | Punti  | Ratio |
| Pos | Nazione       | Punti | Giocate | Vinte   | Perse   | Vinti | Persi | Ratio | Fatti | Subiti | Ratio |
| --- | ------------- | ----- | ------- | ------- | ------- | ----- | ----- | ----- | ----- | ------ | ----- |
| 1   | Stati Uniti   | 15    | 5       | 5       | 0       | 15    | 2     | 7,500 | 426   | 345    | 1,235 |
| 2   | Cina          | 9     | 5       | 3       | 2       | 11    | 10    | 1,100 | 475   | 461    | 1,030 |
| 3   | Corea del Sud | 8     | 5       | 3       | 2       | 11    | 10    | 1,100 | 449   | 451    | 0,996 |
| 4   | Brasile       | 7     | 5       | 3       | 2       | 10    | 10    | 1,000 | 447   | 420    | 1,064 |
| 5   | Turchia       | 6     | 5       | 2       | 3       | 9     | 11    | 0,818 | 434   | 443    | 0,980 |
| 6   | Serbia        | 0     | 5       | 0       | 5       | 2     | 15    | 0,133 | 296   | 407    | 0,727 |

Quarto di finale
| Arbitri: | Karin Zahorcova Jarpen Jirakakul |

|                                            |       |                                          |
| D. Hooker 19 F. Akinradewo 12 J. Larson 11 | Punti | 15 P. Rivera 12 B. de la Cruz 7 C. Arias |

Semifinale
| Arbitri: | Rolando Cholakian Brian McDougall |

|                                        |       |                                                     |
| Y.-K. Kim 20 S.-Y. Han 13 D.-Y. Jung 7 | Punti | 24 D. Hooker 14 J. Larson 12 F. Akinradewo 8 L. Tom |

Finale
| Arbitri: | Andrey Zenovich Zorica Bjelić |

|                                                              |       |                                         |
| J. de Carvalho 18 S. de Castro 15 F. Claudino 14 F. Garay 12 | Punti | 14 L. Tom 14 D. Hooker 11 F. Akinradewo |

### Pentathlon moderno
| Atleta             | Evento         | Scherma   | Scherma   | Scherma  | Nuoto   | Nuoto     | Nuoto    | Equitazione | Equitazione | Equitazione | Combinato: corsa/pistola | Combinato: corsa/pistola | Combinato: corsa/pistola | Totale | Posizione finale |
| Atleta             | Evento         | Risultati | Posizione | PM punti | Tempo   | Posizione | PM punti | Penalità    | Posizione   | Punti PM    | Tempo                    | Posizione                | Punti PM                 | Totale | Posizione finale |
| ------------------ | -------------- | --------- | --------- | -------- | ------- | --------- | -------- | ----------- | ----------- | ----------- | ------------------------ | ------------------------ | ------------------------ | ------ | ---------------- |
| Dennis Bowsher     | Gara maschile  | 12–23     | =34º      | 688      | 2'05"15 | 18º       | 1300     | 124         | 29º         | 1076        | 11'25"09                 | 30º                      | 2260                     | 5324   | 32º              |
| Margaux Isaksen    | Gara femminile | 22-13     | =4ª       | 928      | 2'18"53 | 16ª       | 1140     | 80          | 23ª         | 1120        | 11'54"51                 | 4ª                       | 2144                     | 5332   | 4ª               |
| Suzanne Stettinius | Gara femminile | 11-24     | =32ª      | 664      | 2'22"29 | 27ª       | 1096     | 80          | 20ª         | 1120        | 12'42"84                 | 25ª                      | 1952                     | 4832   | 28ª              |

### Pugilato
Maschile
| Atleta             | Evento                     | Sedicesimi                     | Ottavi di finale                   | Quarti di finale            | Semifinali           | Finale               | Pos. |
| Atleta             | Evento                     | Avversario Risultato           | Avversario Risultato               | Avversario Risultato        | Avversario Risultato | Avversario Risultato | Pos. |
| ------------------ | -------------------------- | ------------------------------ | ---------------------------------- | --------------------------- | -------------------- | -------------------- | ---- |
| Raushee Warren     | Pesi mosca (-52 kg)        | Bye                            | N. Oubaali (FRA) P (18-19)         | non qualificato             | non qualificato      | non qualificato      | 9°   |
| Joseph Diaz Junior | Pesi gallo (-56 kg)        | P. Iščenko (UKR) V (19-9)      | L. Álvarez Estrada (CUB) P (15-21) | non qualificato             | non qualificato      | non qualificato      | 9°   |
| Jose Ramirez       | Pesi leggeri (-60 kg)      | R. Azzedine (FRA) V (21-20)    | F. Gaibnazarov (UZB) P (11-15)     | non qualificato             | non qualificato      | non qualificato      | 9°   |
| Jamel Herring      | Pesi superleggeri (-64 kg) | D. Yeleussinov (KAZ) P (9-19)  | non qualificato                    | non qualificato             | non qualificato      | non qualificato      | 17°  |
| Errol Spence       | Pesi welter (-69 kg)       | M. de Carvalho (BRA) V (16-10) | K. Vikas (IND) V (15-13)           | A. Zamkovoj (RUS) P (11-16) | non qualificato      | non qualificato      | 5°   |
| Terrell Gausha     | Pesi medi (-75 kg)         | A. Hakobyan (ARM) V (RSC)      | V. Singh (IND) P (15-16)           | non qualificato             | non qualificato      | non qualificato      | 9°   |
| Marcus Browne      | Pesi mediomassimi (-81 kg) | D. Hooper (AUS) P (11-13)      | non qualificato                    | non qualificato             | non qualificato      | non qualificato      | 17°  |
| Michael Hunter     | Pesi massimi (-91 kg)      | N.D.                           | A. Beterbiev (RUS) P (10-+10)      | non qualificato             | non qualificato      | non qualificato      | 9°   |
| Dominic Breazeale  | Pesi supermassimi (+91 kg) | N.D.                           | M. Omarov (RUS) P (8-19)           | non qualificato             | non qualificato      | non qualificato      | 9°   |

Femminile
| Atleta             | Evento                | Ottavi di finale         | Quarti di finale             | Semifinali                 | Finale                       | Pos. |
| Atleta             | Evento                | Avversario Risultato     | Avversario Risultato         | Avversario Risultato       | Avversario Risultato         | Pos. |
| ------------------ | --------------------- | ------------------------ | ---------------------------- | -------------------------- | ---------------------------- | ---- |
| Marlen Esparza     | Pesi mosca (-51 kg)   | Bye                      | K. Magliocco (VEN) V (24-16) | R. Cancan (CHN) P (8-10)   | non qualificata              |      |
| Quanitta Underwood | Pesi leggeri (-60 kg) | N. Jonas (GBR) P (13-21) | non qualificata              | non qualificata            | non qualificata              | 9ª   |
| Claressa Shields   | Pesi medi (-75 kg)    | Bye                      | A. Laurell (SWE) V (18-14)   | M. Volnova (KAZ) V (29-15) | N. Torlopova (RUS) V (19-12) |      |

### Scherma
Maschile
| Atleta                                                                | Evento               | Trentaduesimi        | Sedicesimi                        | Ottavi di finale              | Quarti di finale              | Semifinali                        | Finale                         | Pos. |
| Atleta                                                                | Evento               | Avversario Risultato | Avversario Risultato              | Avversario Risultato          | Avversario Risultato          | Avversario Risultato              | Avversario Risultato           | Pos. |
| --------------------------------------------------------------------- | -------------------- | -------------------- | --------------------------------- | ----------------------------- | ----------------------------- | --------------------------------- | ------------------------------ | ---- |
| Weston Kelsey                                                         | Spada individuale    | N.D.                 | Li G. (CHN) V (8-7)               | N. Novosjolov (EST) V (15-11) | S. Fernández (VEN) V (15-9)   | R. Limardo (VEN) P (5-6)          | Jung J.-s. (KOR) P (11-12)     | 4°   |
| Soren Thompson                                                        | Spada individuale    | N.D.                 | J. Fiedler (DEU) P (4-15)         | non qualificato               | non qualificato               | non qualificato                   | non qualificato                | 17°  |
| Miles Chamley-Watson                                                  | Fioretto individuale | Bye                  | A. Abouelkassem (EGY) P (10-15)   | non qualificato               | non qualificato               | non qualificato                   | non qualificato                | 17°  |
| Race Imboden                                                          | Fioretto individuale | Bye                  | G. Toldo (BRA) V (15-5)           | A. Baldini (ITA) P (9-15)     | non qualificato               | non qualificato                   | non qualificato                | 9°   |
| Alexander Massialas                                                   | Fioretto individuale | Bye                  | É. Lalonde Turbide (CAN) V (15-6) | A. Čeremisinov (RUS) P (6-15) | non qualificato               | non qualificato                   | non qualificato                | 9°   |
| Miles Chamley-Watson Race Imboden Alexander Massialas Gerek Meinhardt | Fioretto a squadre   | N.D.                 | N.D.                              | Bye                           | Francia V (45-39)             | Italia P (24-45)                  | Germania P (27-45)             | 4°   |
| Daryl Homer                                                           | Sciabola individuale | Bye                  | T. Dolniceanu (ROU) V (15-11)     | A. Jakimenko (RUS) V (15-14)  | R. Dumitrescu (ROU) P (13-15) | non qualificato                   | non qualificato                | 5°   |
| Tim Morehouse                                                         | Sciabola individuale | Bye                  | V. Rešetnikov (RUS) V (15-6)      | D. Lapkes (BLR) V (15-13)     | R. Dumitrescu (ITA) P (9-15)  | non qualificato                   | non qualificato                | 5°   |
| James Williams                                                        | Sciabola individuale | Bye                  | N. Kovalëv (RUS) P (12-15)        | non qualificato               | non qualificato               | non qualificato                   | non qualificato                | 17°  |
| Daryl Homer Tim Morehouse Jeff Spear James Williams                   | Sciabola a squadre   | N.D.                 | N.D.                              | N.D.                          | Russia P (33-45)              | Qualif. semifinali Cina P (28-45) | 7º posto Bielorussia P (35-45) | 8°   |

Femminile
| Atleta                                                    | Evento               | Trentaduesimi                | Sedicesimi                    | Ottavi di finale           | Quarti di finale            | Semifinali                            | Finale                     | Pos. |
| Atleta                                                    | Evento               | Avversario Risultato         | Avversario Risultato          | Avversario Risultato       | Avversario Risultato        | Avversario Risultato                  | Avversario Risultato       | Pos. |
| --------------------------------------------------------- | -------------------- | ---------------------------- | ----------------------------- | -------------------------- | --------------------------- | ------------------------------------- | -------------------------- | ---- |
| Courtney Hurley                                           | Spada individuale    | Bye                          | L. Flessel (FRA) P (12-15)    | non qualificata            | non qualificata             | non qualificata                       | non qualificata            | 17ª  |
| Maya Lawrence                                             | Spada individuale    | Bye                          | M. Navarria (ITA) V (15-12)   | R. Fiamingo (ITA) P (7-15) | non qualificata             | non qualificata                       | non qualificata            | 9ª   |
| Susie Scanlan                                             | Spada individuale    | O. Kryvyc'ka (UKR) P (13-15) | non qualificata               | non qualificata            | non qualificata             | non qualificata                       | non qualificata            | 33ª  |
| Courtney Hurley Kelley Hurley Maya Lawrence Susie Scanlan | Spada a squadre      | N.D.                         | N.D.                          | N.D.                       | Italia V (45-35)            | Corea del Sud P (36-45)               | 3º posto Russia V (31-30)  |      |
| Lee Kiefer                                                | Fioretto individuale | Bye                          | M. Peterson (CAN) V (15-10)   | Jung G.-o. (KOR) V (15-13) | A. Errigo (ITA) P (10-15)   | non qualificata                       | non qualificata            | 5ª   |
| Nzingha Prescod                                           | Fioretto individuale | Bye                          | A. Mohamed (HUN) P (10-15)    | non qualificata            | non qualificata             | non qualificata                       | non qualificata            | 17ª  |
| Nicole Ross                                               | Fioretto individuale | Bye                          | I. Boubakri (TUN) P (8-15)    | non qualificata            | non qualificata             | non qualificata                       | non qualificata            | 17ª  |
| Lee Kiefer Nzingha Prescod Nicole Ross Doris Willette     | Fioretto a squadre   | N.D.                         | N.D.                          | Bye                        | Corea del Sud P (31-45)     | Qualif. semifinali Giappone V (44-22) | 5º posto Polonia P (39-45) | 6ª   |
| Dagmara Wozniak                                           | Sciabola individuale | N.D.                         | S. Mahran (EGY) V (15-6)      | A. Besbes (TUN) V (15-13)  | S. Velikaja (RUS) P (13-15) | non qualificata                       | non qualificata            | 5ª   |
| Mariel Zagunis                                            | Sciabola individuale | N.D.                         | D. Permatasari (INA) V (15-7) | S. Nakayama (JPN) V (15-9) | Zhu M. (CHN) V (15-6)       | Kim J.-y. (KOR) P (13-15)             | O. Charlan (UKR) P (10-15) | 4ª   |

### Sollevamento pesi
Maschile
| Atleta          | Evento | Strappo   | Strappo    | Slancio   | Slancio    | Totale | Classifica |
| Atleta          | Evento | Risultato | Classifica | Risultato | Classifica | Totale | Classifica |
| --------------- | ------ | --------- | ---------- | --------- | ---------- | ------ | ---------- |
| Kendrick Farris | -85 kg | 155 kg    | =12º       | 200 kg    | =9º        | 355 kg | 10º        |

Femminile
| Atleta         | Evento | Strappo   | Strappo    | Slancio   | Slancio    | Totale | Classifica |
| Atleta         | Evento | Risultato | Classifica | Risultato | Classifica | Totale | Classifica |
| -------------- | ------ | --------- | ---------- | --------- | ---------- | ------ | ---------- |
| Holley Mangold | +75 kg | 105 kg    | 11ª        | 135 kg    | 10ª        | 240 kg | 10ª        |
| Sarah Robles   | +75 kg | 120 kg    | 7ª         | 145 kg    | 7ª         | 265 kg | 7ª         |

### Taekwondo
Maschile
| Atleta            | Evento | Ottavi                   | Quarti               | Semifinale           | Ripescaggio Turno 1      | Ripescaggio Turno 2    | Finale               | Classifica      |
| Atleta            | Evento | Avversario Risultato     | Avversario Risultato | Avversario Risultato | Avversario Risultato     | Avversario Risultato   | Avversario Risultato | Classifica      |
| ----------------- | ------ | ------------------------ | -------------------- | -------------------- | ------------------------ | ---------------------- | -------------------- | --------------- |
| Terrence Jennings | −68 kg | S. Tazegül (TUR) P (6-8) | non qualificato      | non qualificato      | H. Husarov (UKR) V (3-2) | D. Silva (BRA) V (8-5) | non qualificato      |                 |
| Steven López      | −80 kg | R. Azizov (AZE) P (2-3)  | non qualificato      | non qualificato      | non qualificato          | non qualificato        | non qualificato      | non qualificato |

Femminile
| Atleta          | Evento | Ottavi                     | Quarti                 | Semifinale           | Ripescaggio Turno 1               | Ripescaggio Turno 2   | Finale               | Classifica      |
| Atleta          | Evento | Avversario Risultato       | Avversario Risultato   | Avversario Risultato | Avversario Risultato              | Avversario Risultato  | Avversario Risultato | Classifica      |
| --------------- | ------ | -------------------------- | ---------------------- | -------------------- | --------------------------------- | --------------------- | -------------------- | --------------- |
| Diana López     | −57 kg | Hou Y. (CHN) P (0-1) SDP   | non qualificata        | non qualificata      | S. Mikkonen (FIN) P (4-9)         | non qualificata       | non qualificata      | non qualificata |
| Paige McPherson | −67 kg | S. Stevenson (GBR) V (5-1) | N. Tatar (TUR) P (1-6) | non qualificata      | A. St. Bernard (GRN) V (15-2) PTG | F. Anić (SVN) V (8-3) | non qualificata      |                 |

### Tennis
Maschile
| Atleta                  | Evento  | 32-esimi                            | 16-esimi                                             | Ottavi                                               | Quarti                                           | Semifinali                                      | Finale                                         | Pos.            |
| Atleta                  | Evento  | Avversario Risultato                | Avversario Risultato                                 | Avversario Risultato                                 | Avversario Risultato                             | Avversario Risultato                            | Avversario Risultato                           | Pos.            |
| ----------------------- | ------- | ----------------------------------- | ---------------------------------------------------- | ---------------------------------------------------- | ------------------------------------------------ | ----------------------------------------------- | ---------------------------------------------- | --------------- |
| Ryan Harrison           | Singolo | S. Giraldo (COL) P 0-2 (5-7, 3-6)   | non qualificato                                      | non qualificato                                      | non qualificato                                  | non qualificato                                 | non qualificato                                | non qualificato |
| John Isner              | Singolo | O. Rochus (BEL) V 2-0 (7-67-1, 6-4) | M. Jaziri (TUN) V 2-0 (7-67-1, 6-2)                  | J. Tipsarević (SRB) V 2-0 (7-5, 7-616-14)            | R. Federer (CHE) P 0-2 (4-6, 6-75-7)             | non qualificato                                 | non qualificato                                | non qualificato |
| Andy Roddick            | Singolo | M. Kližan (SVK) V 2-0 (7-5, 6-4)    | N. Đoković (SRB) P 0-2 (2-6, 1-6)                    | non qualificato                                      | non qualificato                                  | non qualificato                                 | non qualificato                                | non qualificato |
| Donald Young            | Singolo | A. Seppi (ITA) P 0-2 (4-6, 4-6)     | non qualificato                                      | non qualificato                                      | non qualificato                                  | non qualificato                                 | non qualificato                                | non qualificato |
| Bob Bryan Mike Bryan    | Doppio  | N.D.                                | T. Bellucci/ A. Sá (BRA) V 2-1 (7-67-5, 6-75-7, 6-3) | N. Davydenko/ M. Južnyj (RUS) V 2-0 (7-68-6, 7-67-1) | J. Erlich/ A. Ram (ISR) V 2-0 (7-67-4, 7-612-10) | J. Benneteau/ R. Gasquet (FRA) V 2-0 (6-4, 6-4) | M. Llodra/ J.-W. Tsonga (FRA) V 2-0 (6-4, 6-4) |                 |
| John Isner Andy Roddick | Doppio  | N.D.                                | M. Melo/ B. Soares (BRA) P 0-2 (2-6, 4-6)            | non qualificati                                      | non qualificati                                  | non qualificati                                 | non qualificati                                | non qualificati |

Femminile
| Atleta                         | Evento  | 32-esimi                                      | 16-esimi                                    | Ottavi                                               | Quarti                                         | Semifinali                                           | Finale                                               | Pos.            |
| Atleta                         | Evento  | Avversario Risultato                          | Avversario Risultato                        | Avversario Risultato                                 | Avversario Risultato                           | Avversario Risultato                                 | Avversario Risultato                                 | Pos.            |
| ------------------------------ | ------- | --------------------------------------------- | ------------------------------------------- | ---------------------------------------------------- | ---------------------------------------------- | ---------------------------------------------------- | ---------------------------------------------------- | --------------- |
| Varvara Lepchenko              | Singolo | V. Cepede Royg (PAR) V 2-1 (7-5, 6-76-8, 6-2) | J. Görges (DEU) P 0-2 (3-6, 5-7)            | non qualificata                                      | non qualificata                                | non qualificata                                      | non qualificata                                      | non qualificata |
| Christina McHale               | Singolo | A. Ivanović (SRB) P 0-2 (4-6, 5-7)            | non qualificata                             | non qualificata                                      | non qualificata                                | non qualificata                                      | non qualificata                                      | non qualificata |
| Serena Williams                | Singolo | J. Janković (SRB) V 2-0 (6-3, 6-1)            | U. Radwańska (POL) V 2-0 (6-2, 6-3)         | V. Zvonarëva (RUS) V 2-0 (6-1, 6-0)                  | C. Wozniacki (DNK) V 2-0 (6-0, 6-3)            | V. Azaranka (BLR) V 2-0 (6-1, 6-2)                   | M. Šarapova (RUS) V 2-0 (6-0, 6-1)                   |                 |
| Venus Williams                 | Singolo | S. Errani (ITA) V 2-0 (6-3, 6-1)              | A. Wozniak (CAN) V 2-0 (6-1, 6-3)           | A. Kerber (DEU) P 0-2 (6-75-7, 6-75-7)               | non qualificata                                | non qualificata                                      | non qualificata                                      | non qualificata |
| Liezel Huber Lisa Raymond      | Doppio  | N.D.                                          | Bye                                         | A. Radwańska/ U. Radwańska (POL) V 2-0 (6-4, 7-67-3) | E. Makarova/ E. Vesnina (RUS) V 2-0 (6-3, 6-3) | A. Hlaváčková/ L. Hradecká (CZE) P 0-2 (1-6, 6-72-7) | M. Kirilenko/ N. Petrova (RUS) P 1-2 (6-4, 4-6, 1-6) | 4ª              |
| Serena Williams Venus Williams | Doppio  | N.D.                                          | S. Cîrstea/ S. Halep (ROU) V 2-0 (6-3, 6-2) | A. Kerber/ S. Lisicki (DEU) V 2-0 (6-2, 7-5)         | S. Errani/ R. Vinci (ITA) V 2-0 (6-1, 6-1)     | M. Kirilenko/ N. Petrova (RUS) P 0-2 (5-7, 4-6)      | A. Hlaváčková/ L. Hradecká (CZE) V 2-0 (46-4, 6-4)   |                 |

Misto
| Atleta                  | Evento       | Ottavi                                                | Quarti                                          | Semifinali                                         | Finale                                          | Pos.            |
| Atleta                  | Evento       | Avversario Risultato                                  | Avversario Risultato                            | Avversario Risultato                               | Avversario Risultato                            | Pos.            |
| ----------------------- | ------------ | ----------------------------------------------------- | ----------------------------------------------- | -------------------------------------------------- | ----------------------------------------------- | --------------- |
| Lisa Raymond Mike Bryan | Doppio misto | S. Errani/ A. Seppi (ITA) V 2-0 (7-5, 6-3)            | G. Dulko/ J.M. del Potro (ARG) V 2-0 (6-2, 7-5) | V. Azaranka/ M. Mirny (BLR) P 1-2 (3-6, 6-5, 7-10) | C. Kas/ S. Lisicki (DEU) V 2-1 (6-3, 4-6, 10-4) |                 |
| Liezel Huber Bob Bryan  | Doppio misto | C. Kas/ S. Lisicki (DEU) P 1-2 (6-75-7, 7-67-5, 5-10) | non qualificati                                 | non qualificati                                    | non qualificati                                 | non qualificati |

### Tennis tavolo
Maschile
| Atleta       | Evento  | Preliminari                                    | Round 1              | Round 2              | Round 3              | Round 4              | Quarti di finale     | Semifinale           | Finale               | Pos.            |
| Atleta       | Evento  | Avversario Risultato                           | Avversario Risultato | Avversario Risultato | Avversario Risultato | Avversario Risultato | Avversario Risultato | Avversario Risultato | Avversario Risultato | Pos.            |
| ------------ | ------- | ---------------------------------------------- | -------------------- | -------------------- | -------------------- | -------------------- | -------------------- | -------------------- | -------------------- | --------------- |
| Timothy Wang | Singolo | Kim S.-n. (PRK) P 0-4 (5-11, 4-11, 7-11, 4-11) | non qualificato      | non qualificato      | non qualificato      | non qualificato      | non qualificato      | non qualificato      | non qualificato      | non qualificato |

Femminile
| Atleta                          | Evento  | Preliminari          | Round 1                                        | Round 2                                                   | Round 3                                                | Round 4                              | Quarti di finale     | Semifinale           | Finale               | Pos.            |
| Atleta                          | Evento  | Avversario Risultato | Avversario Risultato                           | Avversario Risultato                                      | Avversario Risultato                                   | Avversario Risultato                 | Avversario Risultato | Avversario Risultato | Avversario Risultato | Pos.            |
| ------------------------------- | ------- | -------------------- | ---------------------------------------------- | --------------------------------------------------------- | ------------------------------------------------------ | ------------------------------------ | -------------------- | -------------------- | -------------------- | --------------- |
| Ariel Hsing                     | Singolo | Bye                  | Y. Silva (MEX) V 4-0 (11-9, 11-8, 11-3, 11-5)  | Ni X. (LUX) V 4-2 (11-9, 10-12, 11-9, 11-5, 10-12, 12-10) | Li X. (CHN) P 2-4 (4-11, 11-9, 6-11, 11-6, 8-11, 9-11) | non qualificata                      | non qualificata      | non qualificata      | non qualificata      | non qualificata |
| Lily Zhang                      | Singolo | Bye                  | C. Molnar (HRV) P 0-4 (6-11, 8-11, 7-11, 5-11) | non qualificata                                           | non qualificata                                        | non qualificata                      | non qualificata      | non qualificata      | non qualificata      | non qualificata |
| Ariel Hsing Erica Wu Lily Zhang | Squadre | N.D.                 | N.D.                                           | N.D.                                                      | N.D.                                                   | Giappone (JPN) P 0-3 (0-3, 0-3, 0-3) | non qualificate      | non qualificate      | non qualificate      | non qualificate |

### Tiro a segno/volo
Maschile
| Atleta          | Evento                      | Qualificazione | Qualificazione | Finale          | Finale          |
| Atleta          | Evento                      | Punteggio      | Classifica     | Punteggio       | Classifica      |
| --------------- | --------------------------- | -------------- | -------------- | --------------- | --------------- |
| Glenn Eller     | Double trap                 | 126            | 22º            | non qualificato | non qualificato |
| Matt Emmons     | Carabina 10m aria compressa | 590            | 35º            | non qualificato | non qualificato |
| Matt Emmons     | Carabina 50m 3 posizioni    | 1 172          | 2º Q           | 1 171,3         |                 |
| Jonathan Hall   | Carabina 10m aria compressa | 592            | 27º            | non qualificato | non qualificato |
| Vincent Hancock | Skeet                       | 123            | 1º Q           | 148             |                 |
| Emil Milev      | Pistola 25m automatica      | 578            | 13º            | non qualificato | non qualificato |
| Michael McPhail | Carabina 50m a terra        | 595            | 9º             | non qualificato | non qualificato |
| Nick Mowrer     | Pistola 50m                 | 558            | 15º            | non qualificato | non qualificato |
| Jason Parker    | Carabina 50m 3 posizioni    | 1 159          | 30º            | non qualificato | non qualificato |
| Josh Richmond   | Double trap                 | 131            | 16º            | non qualificato | non qualificato |
| Keith Sanderson | Pistola 25m automatica      | 578            | 14º            | non qualificato | non qualificato |
| Daryl Szarenski | Pistola 10m aria compressa  | 575            | 23º            | non qualificato | non qualificato |
| Daryl Szarenski | Pistola 50m                 | 550            | 28º            | non qualificato | non qualificato |
| Frank Thompson  | Skeet                       | 119            | 8º             | non qualificato | non qualificato |
| Jason Turner    | Pistola 10m aria compressa  | 569            | 34º            | non qualificato | non qualificato |
| Eric Uptagrafft | Carabina 50m a terra        | 594            | 16º            | non qualificato | non qualificato |

Femminile
| Atleta            | Evento                      | Qualificazione | Qualificazione | Finale          | Finale          |
| Atleta            | Evento                      | Punteggio      | Classifica     | Punteggio       | Classifica      |
| ----------------- | --------------------------- | -------------- | -------------- | --------------- | --------------- |
| Corey Cogdell     | Trap                        | 68             | 11ª            | non qualificata | non qualificata |
| Amanda Furrer     | Carabina 50m 3 posizioni    | 581            | 15ª            | non qualificata | non qualificata |
| Jamie Lynn Gray   | Carabina 10m aria compressa | 397            | 6ª Q           | 499,7           | 5ª              |
| Jamie Lynn Gray   | Carabina 50m 3 posizioni    | 592            | 1ª Q           | 691,9           |                 |
| Kim Rhode         | Trap                        | 68             | 9ª             | non qualificata | non qualificata |
| Kim Rhode         | Skeet                       | 74             | 1ª Q           | 99              |                 |
| Sarah Scherer     | Carabina 10m aria compressa | 397            | 7ª Q           | 499,0           | 7ª              |
| Sandra Uptagrafft | Pistola 10m aria compressa  | 378            | 28ª            | non qualificata | non qualificata |
| Sandra Uptagrafft | Pistola 25m                 | 576            | 28ª            | non qualificata | non qualificata |

### Tiro con l'arco
Maschile
| Atleta                                  | Evento      | Round di qualificazione | Round di qualificazione | 32-esimi                     | 16-esimi                    | Ottavi                    | Quarti                       | Semifinali                        | Finale                     | Pos.            |
| Atleta                                  | Evento      | Punteggio               | Seed                    | Avversario Seed Punteggio    | Avversario Seed Punteggio   | Avversario Seed Punteggio | Avversario Seed Punteggio    | Avversario Seed Punteggio         | Avversario Seed Punteggio  | Pos.            |
| --------------------------------------- | ----------- | ----------------------- | ----------------------- | ---------------------------- | --------------------------- | ------------------------- | ---------------------------- | --------------------------------- | -------------------------- | --------------- |
| Brady Ellison                           | Individuale | 676                     | 10º                     | M. Javier (PHI) (55) V 7-1   | T. Worth (AUS) (23) P 1-7   | non qualificato           | non qualificato              | non qualificato                   | non qualificato            | non qualificato |
| Jake Kaminski                           | Individuale | 670                     | 18º                     | D. Olaru (MAS) (47) P 5-6    | non qualificato             | non qualificato           | non qualificato              | non qualificato                   | non qualificato            | non qualificato |
| Jacob Wukie                             | Individuale | 673                     | 12º                     | J. Talukdar (IND) (53) V 6-0 | B. Nesteng (NOR) (24) P 2-6 | non qualificato           | non qualificato              | non qualificato                   | non qualificato            | non qualificato |
| Brady Ellison Jake Kaminski Jacob Wukie | Squadre     | 2019                    | 4º                      | N.D.                         | N.D.                        | Bye                       | Giappone (JPN) (5) V 220-219 | Corea del Sud (KOR) (1) V 224-219 | Italia (ITA) (6) P 218-219 |                 |

Femminile
| Atleta                                      | Evento      | Round di qualificazione | Round di qualificazione | 32-esimi                    | 16-esimi                      | Ottavi                    | Quarti                    | Semifinali                | Finale                     | Pos.            |
| Atleta                                      | Evento      | Punteggio               | Seed                    | Avversario Seed Punteggio   | Avversario Seed Punteggio     | Avversario Seed Punteggio | Avversario Seed Punteggio | Avversario Seed Punteggio | Avversario Seed Punteggio  | Pos.            |
| ------------------------------------------- | ----------- | ----------------------- | ----------------------- | --------------------------- | ----------------------------- | ------------------------- | ------------------------- | ------------------------- | -------------------------- | --------------- |
| Miranda Leek                                | Individuale | 656                     | 14ª                     | K. Palecha (UKR) (51) V 6-2 | P. Lionetti (ITA) (19) P 4-6  | non qualificata           | non qualificata           | non qualificata           | non qualificata            | non qualificata |
| Khatuna Lorig                               | Individuale | 669                     | 4ª                      | S. Zam (BHU) (61) V 6-0     | L. Laursen (DNK) (36) V 6-4   | Cheng M. (CHN) (20) V 7-3 | B. Schuh (FRA) (37) V 6-2 | Ki B.-b. (KOR) (1) P 2-6  | M. Avitia (MEX) (10) P 2-6 | 4ª              |
| Jennifer Nichols                            | Individuale | 654                     | 15ª                     | C. Swüro (IND) (50) V 6-5   | U. Bishindee (MGL) (18) P 5-6 | non qualificata           | non qualificata           | non qualificata           | non qualificata            | non qualificata |
| Miranda Leek Khatuna Lorig Jennifer Nichols | Squadre     | 1979                    | 2ª                      | N.D.                        | N.D.                          | Bye                       | Cina (CHN) (7) P 213-218  | non qualificate           | non qualificate            | non qualificate |

### Triathlon
Maschile
| Atleta        | Evento   | Nuoto  | Trans. 1 | Ciclismo | Trans. 2 | Corsa  | Totale    | Classifica |
| ------------- | -------- | ------ | -------- | -------- | -------- | ------ | --------- | ---------- |
| Manuel Huerta | Maschile | 18'57" | 0'39"    | 58'51"   | 0'33"    | 34'39" | 1h 53'39" | 51º        |
| Hunter Kemper | Maschile | 17'25" | 0'44"    | 58'44"   | 0'33"    | 31'20" | 1h 32'56" | 14º        |

Femminile
| Atleta         | Evento    | Nuoto  | Trans. 1 | Ciclismo  | Trans. 2 | Corsa  | Totale    | Classifica |
| -------------- | --------- | ------ | -------- | --------- | -------- | ------ | --------- | ---------- |
| Laura Bennett  | Femminile | 18'36" | 0'40"    | 1h 06'22" | 0'29"    | 36'10" | 2h 02'17" | 17ª        |
| Sarah Groff    | Femminile | 19'20" | 0'37"    | 1h 05'40" | 0'31"    | 33'52" | 2h 00'00" | 4ª         |
| Gwen Jorgensen | Femminile | 19'27" | 0'44"    | 1h 11'06" | 0'33"    | 34'44" | 2h 06'34" | 38ª        |

### Tuffi
Maschile
| Atleta                     | Evento                  | Preliminari | Preliminari | Semifinale | Semifinale | Finale          | Finale          |
| Atleta                     | Evento                  | Punti       | Classifica  | Punti      | Classifica | Punti           | Classifica      |
| -------------------------- | ----------------------- | ----------- | ----------- | ---------- | ---------- | --------------- | --------------- |
| Chris Colwill              | Trampolino 3 m          | 461,35      | 7º Q        | 339,80     | 18º        | non qualificato | non qualificato |
| Troy Dumais                | Trampolino 3 m          | 486,60      | 3º Q        | 490,55     | 5º Q       | 498,35          | 5º              |
| David Boudia               | Piattaforma 10 m        | 439,15      | 18º Q       | 531,15     | 3º Q       | 568,65          |                 |
| Nick McCrory               | Piattaforma 10 m        | 480,90      | 8º Q        | 506,50     | 7º Q       | 505,40          | 9º              |
| Troy Dumais Kristian Ipsen | Trampolino 3 m sincro   | N.D.        | N.D.        | N.D.       | N.D.       | 446,70          |                 |
| David Boudia Nick McCrory  | Piattaforma 10 m sincro | N.D.        | N.D.        | N.D.       | N.D.       | 463,47          |                 |

Femminile
| Atleta                        | Evento                | Preliminari | Preliminari | Semifinale | Semifinale | Finale          | Finale          |
| Atleta                        | Evento                | Punti       | Classifica  | Punti      | Classifica | Punti           | Classifica      |
| ----------------------------- | --------------------- | ----------- | ----------- | ---------- | ---------- | --------------- | --------------- |
| Cassidy Krug                  | Trampolino 3 m        | 320,10      | 10ª Q       | 345,60     | 5ª Q       | 342,85          | 7ª              |
| Christina Loukas              | Trampolino 3 m        | 330,45      | 7ª Q        | 339,75     | 6ª Q       | 332,10          | 8ª              |
| Katherine Bell                | Piattaforma 10 m      | 326,95      | 9ª Q        | 296,80     | 16ª        | non qualificata | non qualificata |
| Brittany Viola                | Piattaforma 10 m      | 322,55      | 14ª Q       | 300,50     | 15ª        | non qualificata | non qualificata |
| Kelci Bryant Abigail Johnston | Trampolino 3 m sincro | N.D.        | N.D.        | N.D.       | N.D.       | 321,90          |                 |

### Vela
Maschile
| Atleta                       | Evento | Regata | Regata | Regata | Regata | Regata | Regata | Regata | Regata | Regata | Regata | Regata | Punteggio Totale | Punteggio Netto | Classifica |
| Atleta                       | Evento | 1      | 2      | 3      | 4      | 5      | 6      | 7      | 8      | 9      | 10     | M      | Punteggio Totale | Punteggio Netto | Classifica |
| ---------------------------- | ------ | ------ | ------ | ------ | ------ | ------ | ------ | ------ | ------ | ------ | ------ | ------ | ---------------- | --------------- | ---------- |
| Robert Willis                | RS:X   | 7      | 10     | 11     | 25     | 39 BFD | 28     | 24     | 33     | 11     | 30     | EL     | 218              | 179             | 22º        |
| Rob Crane                    | Laser  | 35     | 42     | 30     | 28     | 16     | 26     | 18     | 8      | 33     | 44     | EL     | 280              | 236             | 29º        |
| Zach Railey                  | Finn   | 10     | 15     | 13     | 17     | 2      | 8      | 12     | 8      | 12     | 19     | EL     | 135              | 116             | 12º        |
| Stuart McNay Graham Biehl    | 470    | 15     | 22     | 10     | 3      | 23     | 23     | 6      | 18     | 7      | 4      | EL     | 131              | 108             | 14°        |
| Brian Fatih Mark Mendelblatt | Star   | 5      | 14     | 5      | 3      | 8      | 9      | 5      | 10     | 3      | 11     | 6      | 85               | 71              | 7°         |

Femminile
Fleet racing
| Atleta                   | Evento       | Regata | Regata | Regata | Regata | Regata | Regata | Regata | Regata | Regata | Regata | Regata | Punteggio Totale | Punteggio Netto | Classifica |
| Atleta                   | Evento       | 1      | 2      | 3      | 4      | 5      | 6      | 7      | 8      | 9      | 10     | M      | Punteggio Totale | Punteggio Netto | Classifica |
| ------------------------ | ------------ | ------ | ------ | ------ | ------ | ------ | ------ | ------ | ------ | ------ | ------ | ------ | ---------------- | --------------- | ---------- |
| Farrah Hall              | RS:X         | 22     | 18     | 18     | 18     | 20     | 22     | 23     | 27 OCS | 16     | 16     | EL     | 200              | 173             | 20ª        |
| Paige Railey             | Laser Radial | 8      | 5      | 12     | 17     | 4      | 9      | 21     | 20     | 9      | 8      | 6      | 125              | 104             | 8ª         |
| Amanda Clark Sarah Lihan | 470          | 7      | 3      | 7      | 7      | 19     | 20     | 3      | 9      | 17     | 9      | 10     | 118              | 98              | 9ª         |

Match racing
| Atleta                                          | Evento     | Round robin | Round robin | Round robin | Round robin | Round robin | Round robin | Round robin | Round robin | Round robin | Round robin | Round robin | Classifica | Eliminazioni      | Eliminazioni    | Eliminazioni    | Classifica |
| Atleta                                          | Evento     | FRA         | RUS         | AUS         | SWE         | NLD         | NZL         | PRT         | FIN         | ESP         | DNK         | GBR         | Classifica | Quarti            | Semif.          | Finale          | Classifica |
| ----------------------------------------------- | ---------- | ----------- | ----------- | ----------- | ----------- | ----------- | ----------- | ----------- | ----------- | ----------- | ----------- | ----------- | ---------- | ----------------- | --------------- | --------------- | ---------- |
| Debbie Capozzi Anna Tunnicliffe Molly Vandemoer | Elliott 6m | V 1-0       | P 0-1       | P 0-1       | V 1-0       | V 1-0       | V 1-0       | V 1-0       | V 1-0       | P 0-1       | V 1-0       | V 1-0       | 4ª Q       | Finlandia P (1-3) | non qualificate | non qualificate | 5ª         |

Open
| Atleta                   | Evento | Regata | Regata | Regata | Regata | Regata | Regata | Regata | Regata | Regata | Regata | Regata | Regata | Regata | Regata | Regata | Regata | Punteggio Totale | Punteggio Netto | Classifica |
| Atleta                   | Evento | 1      | 2      | 3      | 4      | 5      | 6      | 7      | 8      | 9      | 10     | 11     | 12     | 13     | 14     | 15     | M      | Punteggio Totale | Punteggio Netto | Classifica |
| ------------------------ | ------ | ------ | ------ | ------ | ------ | ------ | ------ | ------ | ------ | ------ | ------ | ------ | ------ | ------ | ------ | ------ | ------ | ---------------- | --------------- | ---------- |
| Erik Storck Trevor Moore | 49er   | 6      | 10     | 16     | 1      | 7      | 13     | 20     | 18     | 2      | 17     | 5      | 20     | 17     | 8      | 17     | EL     | 177              | 157             | 15º        |